# 14 Pułk Piechoty Ziemi Kujawskiej

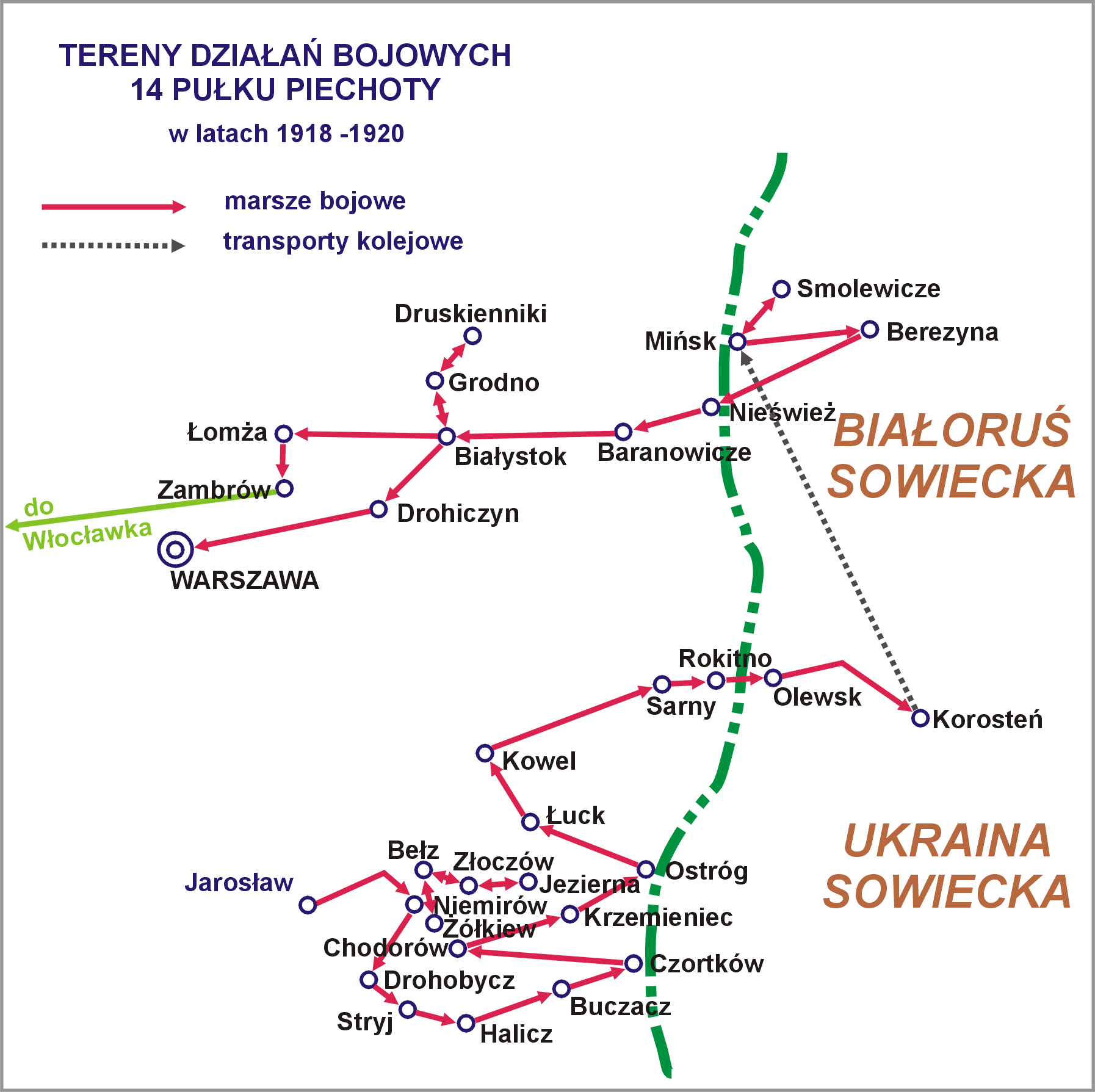
Tereny działań pułku w latach 1918–1920

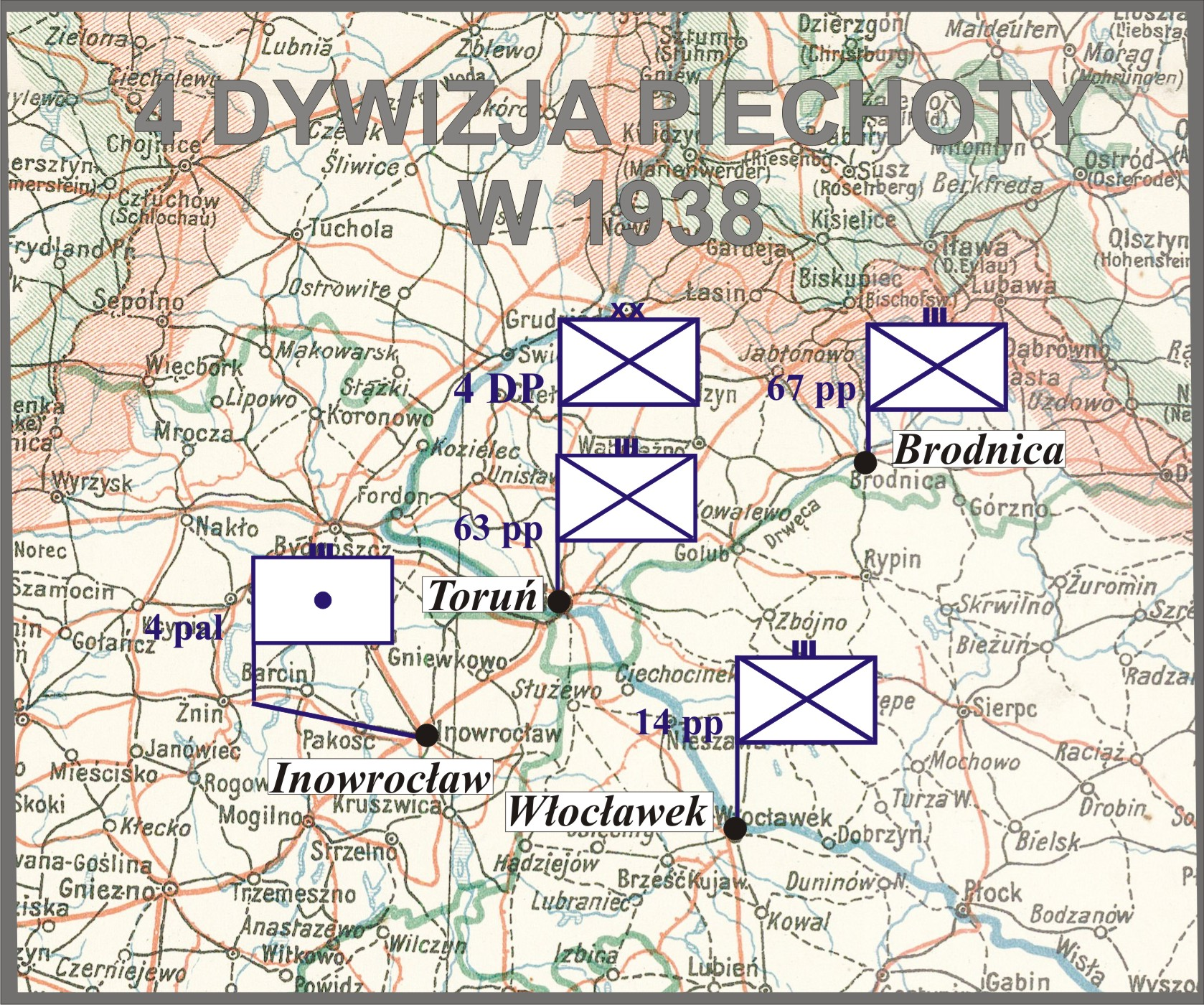
4 DP w 1938

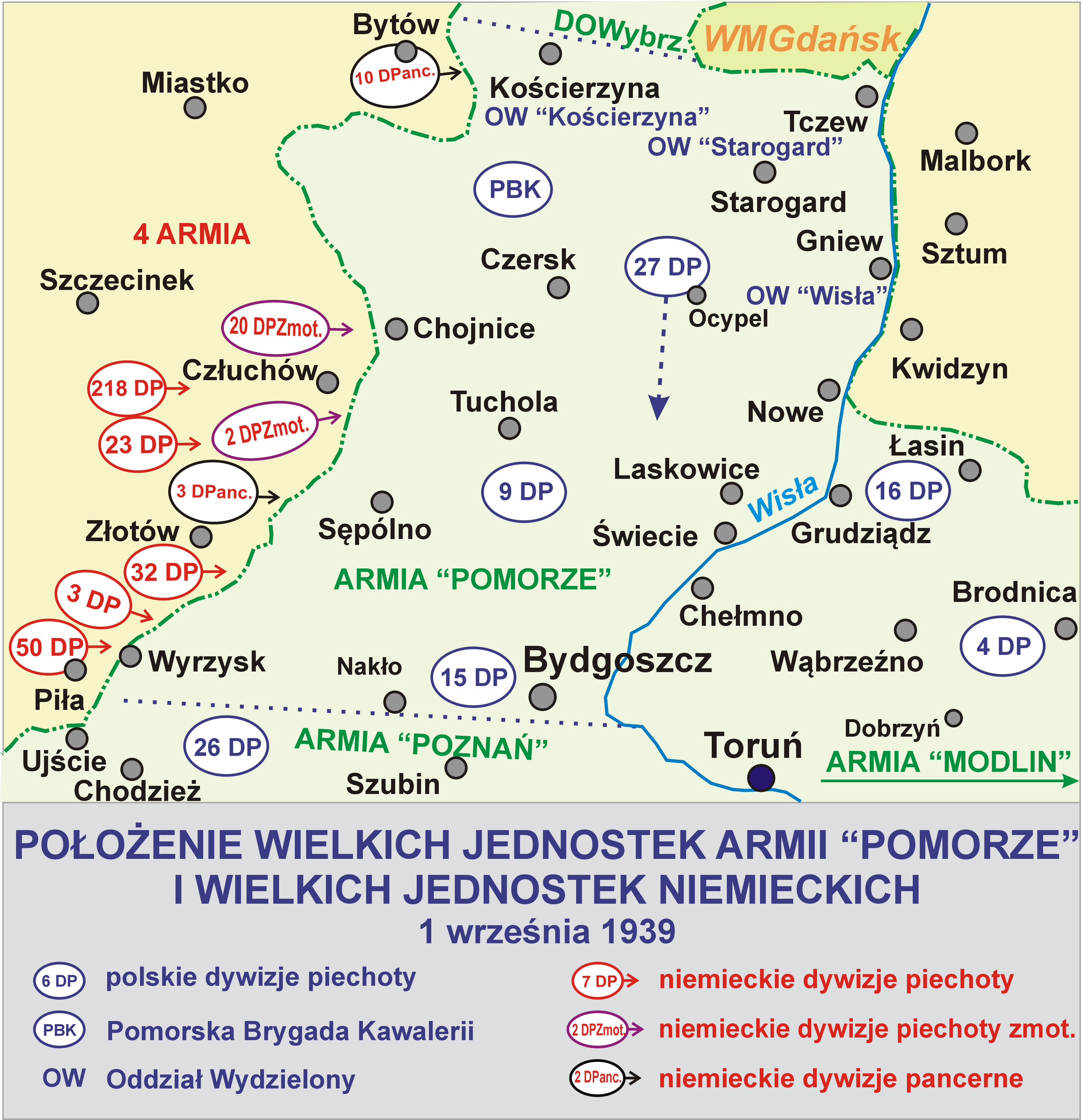
Wrzesień 1939 – pułk walczył w składzie 4 DP

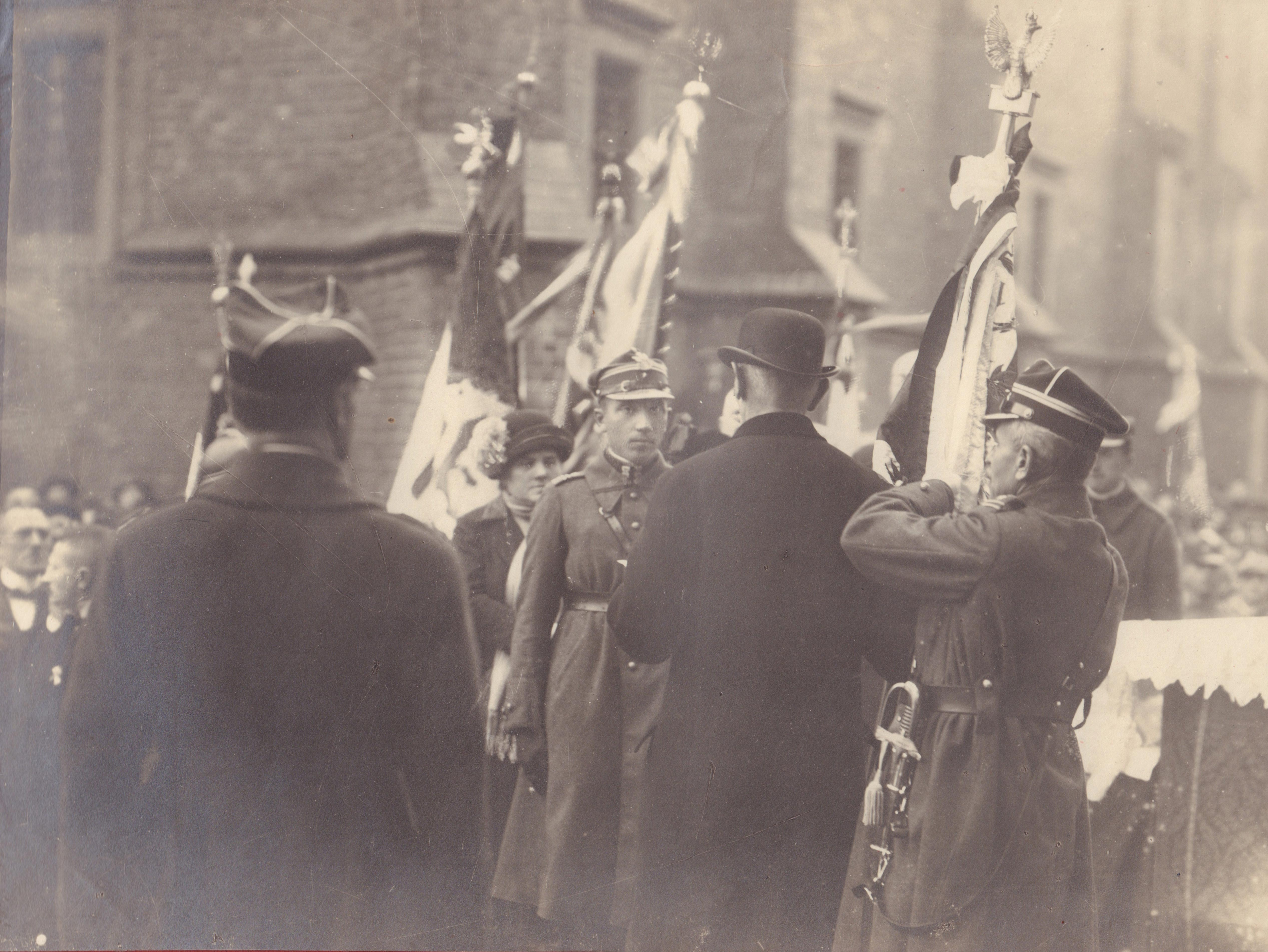
Uroczystość wręczenia sztandaru 14 pułku piechoty (28 października 1923 r. przed katedrą we Włocławku). Sztandar wręcza prezydent RP Stanisław Wojciechowski, a przyjmuje dowódca 14 pp – mjr Ignacy Misiąg.

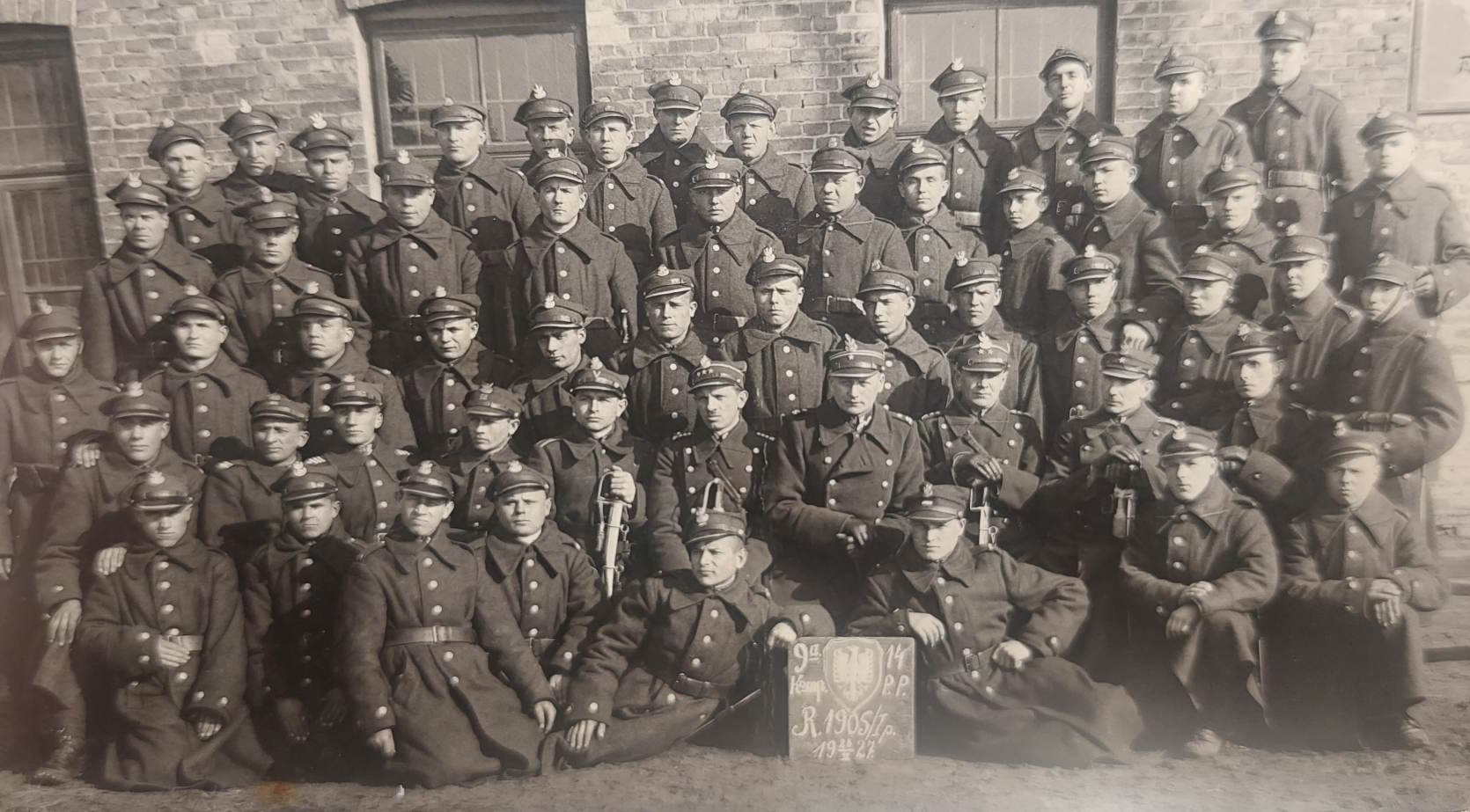
9 kompania 14 pp w dniu 28 lutego 1927 – w środku siedzi dowódca III batalionu 14 pp mjr Józef Kostko.

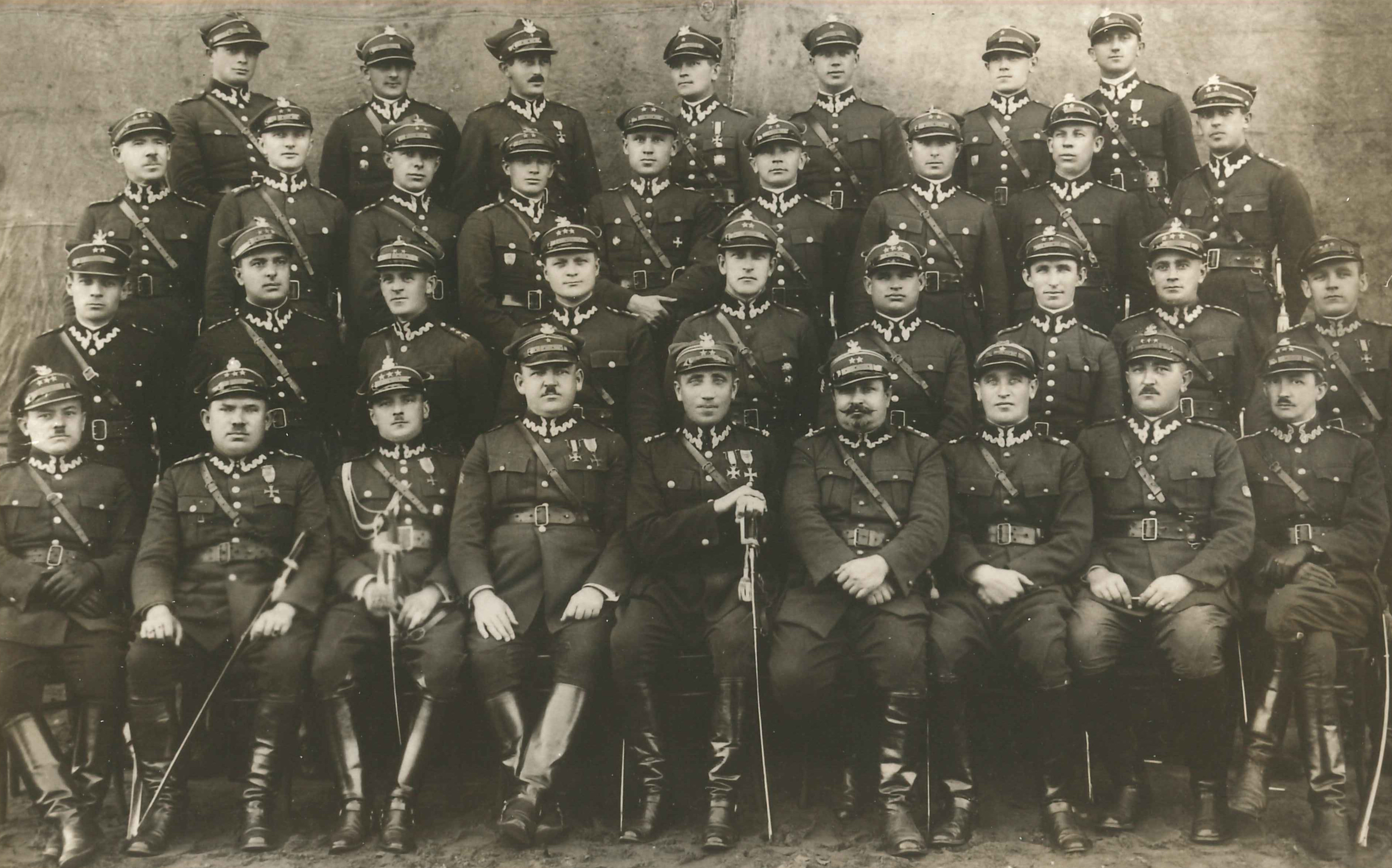
Kadra oficerska 14 pułku piechoty w II połowie 1928 roku. Od prawej siedzą (I rząd od dołu): kpt. Stanisław Pietrzyk, kpt. Emil Zawisza, mjr Julian Czubryt, ppłk lek. Ewaryst Wąsowski, ppłk Ignacy Misiąg, mjr Mikołaj Świderski, kpt. Stanisław Trojan, kpt. Ludwik Wlazełko i kpt. Józef Tkaczyk. Od lewej stoją (II rząd od dołu): por. NN, kpt. Marian Matera, por. Antoni Bogucki, kpt. Jan Wilczak, por. lek. Zygmunt Pukianiec, kpt. Mieczysław Sanak, por. Józef Rodzeń, kpt. Jan Kowalczuk i kpt. Ignacy Alejski.

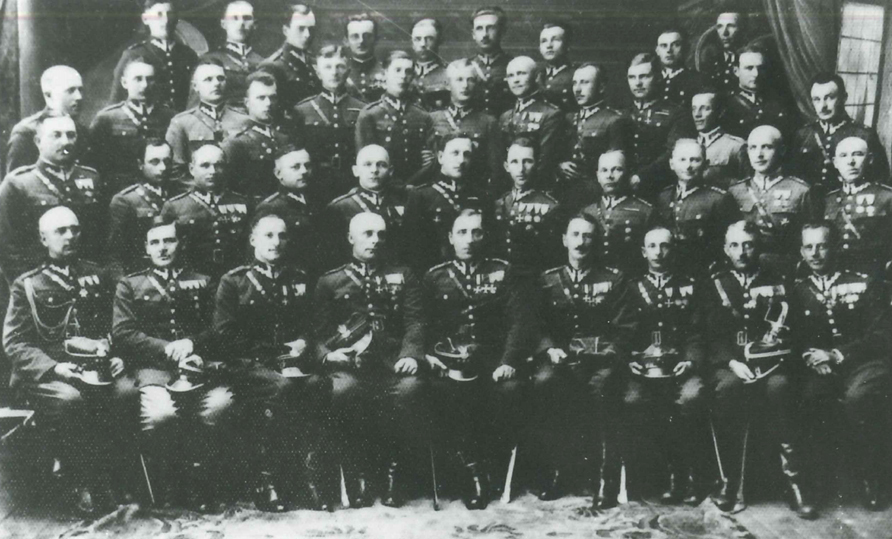
Korpus oficerski 14 pp w dniu 11 listopada 1933. Siedzą od prawej: mjr Wilhelm Paszkiewicz, mjr Stanisław Pietrzyk, mjr Stanisław Brzeziński-Dunin, ppłk Hugo Mijakowski (z-ca d-cy pułku), płk Ignacy Misiąg (były d-ca pułku), ppłk Franciszek Sudoł (d-ca pułku), mjr Aleksander Fiszer, mjr Aleksander Zabłocki i kpt. Marian Matera (adiutant pułku).

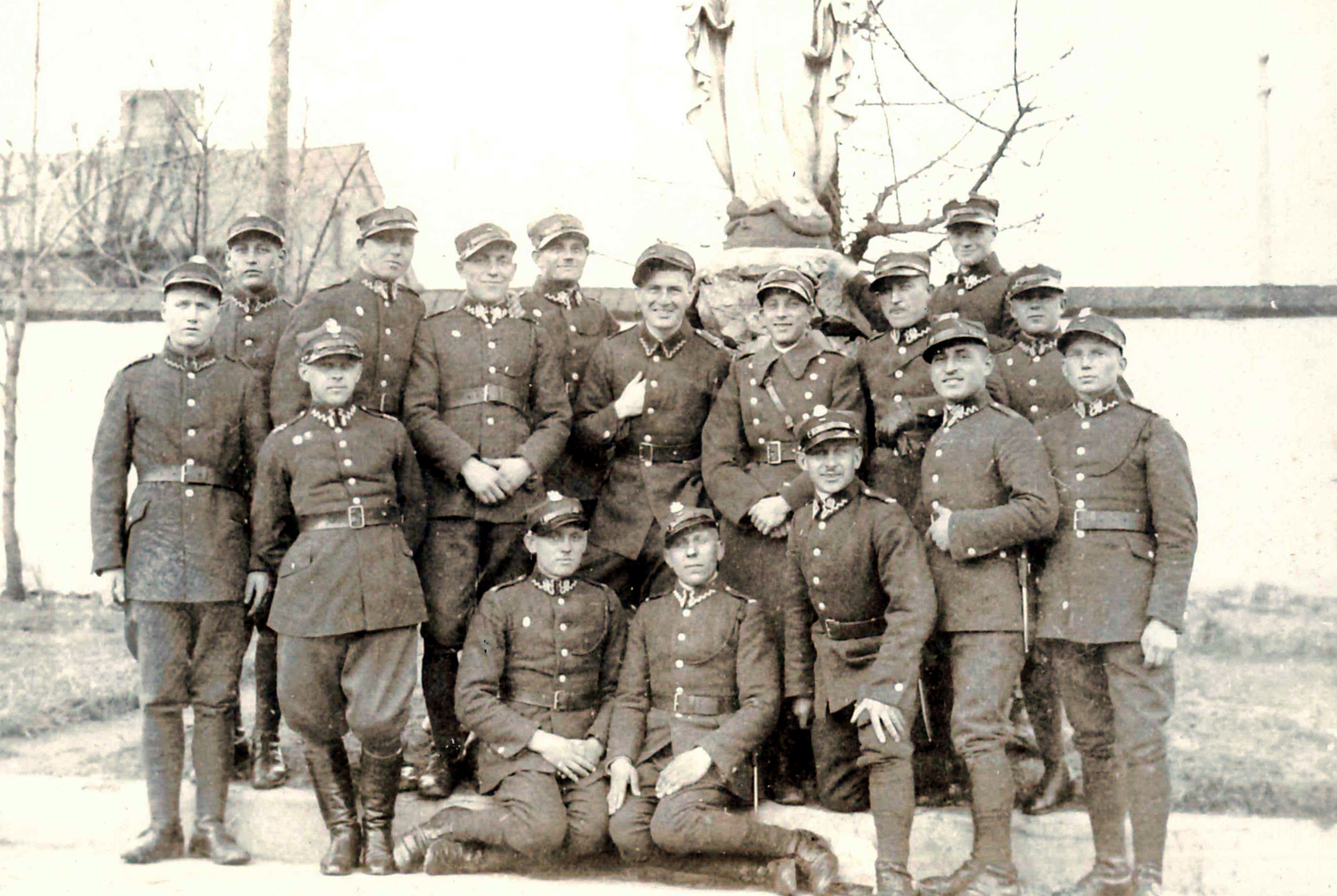
Rok 1933 – reprezentacja 14 pp na bieg Sulejówek – Warszawa. W górnym rzędzie czwarty od prawej stoi ppor. Władysław Stepokura.

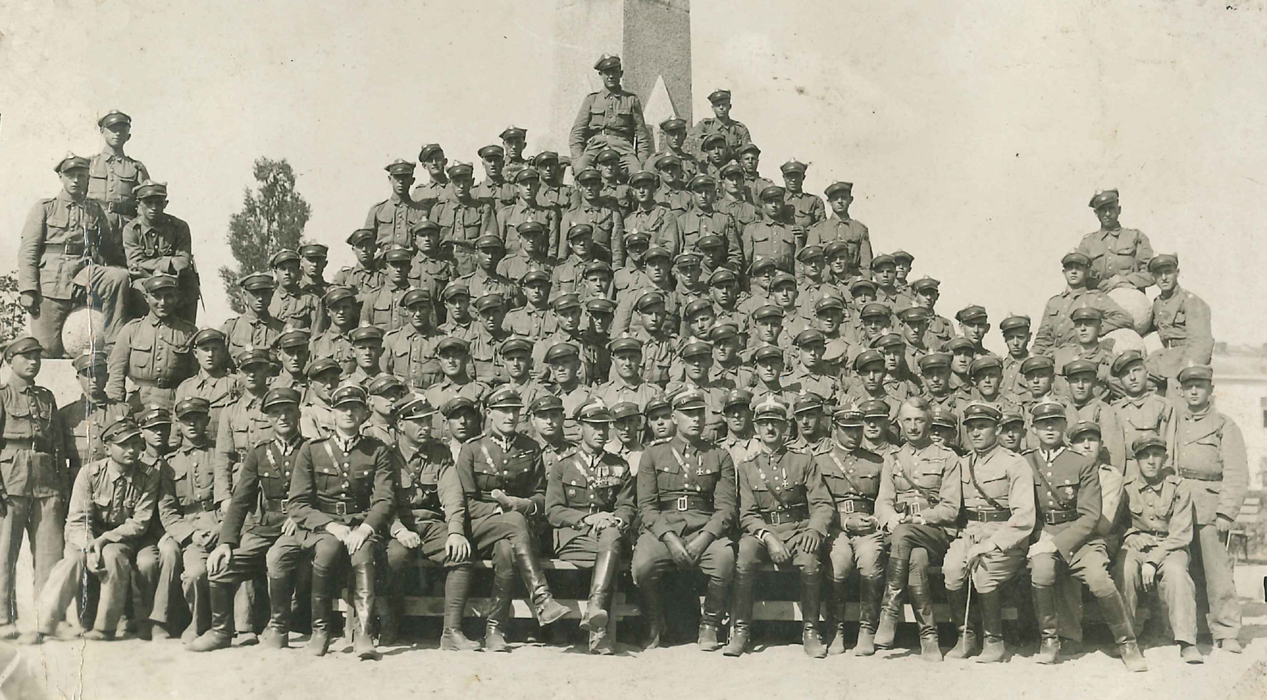
Rok 1934 – 3 kompania 14 pp, mistrzowska w strzelaniu w 4 Dywizji Piechoty. W I rzędzie siedzą od prawej: 2 – ppor. Stanisław Domagalski, 3 – mjr Stanisław Pietrzyk, 4 – kpt. Michał Naziembło, 5 – ppłk Hugo Mijakowski, 6 – ppłk Franciszek Sudoł, 7 – mjr Wilhelm Paszkiewicz, 8 – mjr Aleksander Fiszer.

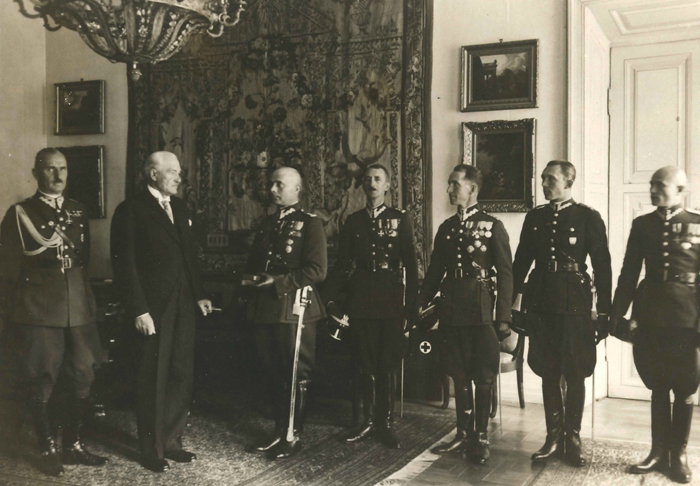
16 października 1934 – delegacja 14 pp wręcza prezydentowi RP Ignacemu Mościckiemu odznakę pułkową. Od lewej stoją: płk Jan Głogowski, Ignacy Mościcki, ppłk Franciszek Sudoł, ppłk Hugo Mijakowski, kpt. Józef Rodzeń, ppor. Leonard Królak i st. sierż Stanisław Kopf.

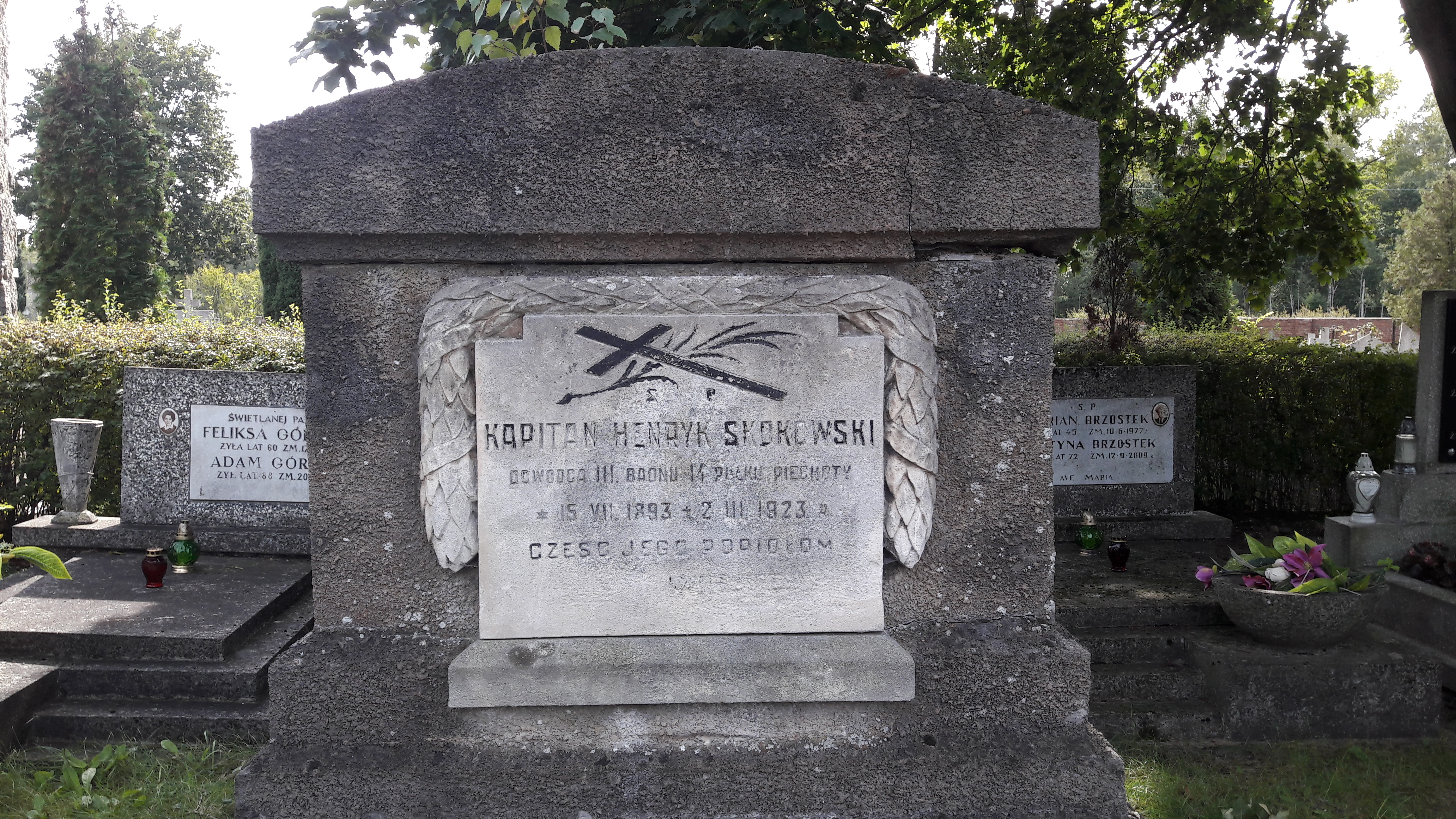
Grób kpt. Henryka Skokowskiego – dowódcy III batalionu 14 pp na początku lat 20. XX w. (cmentarz komunalny we Włocławku)

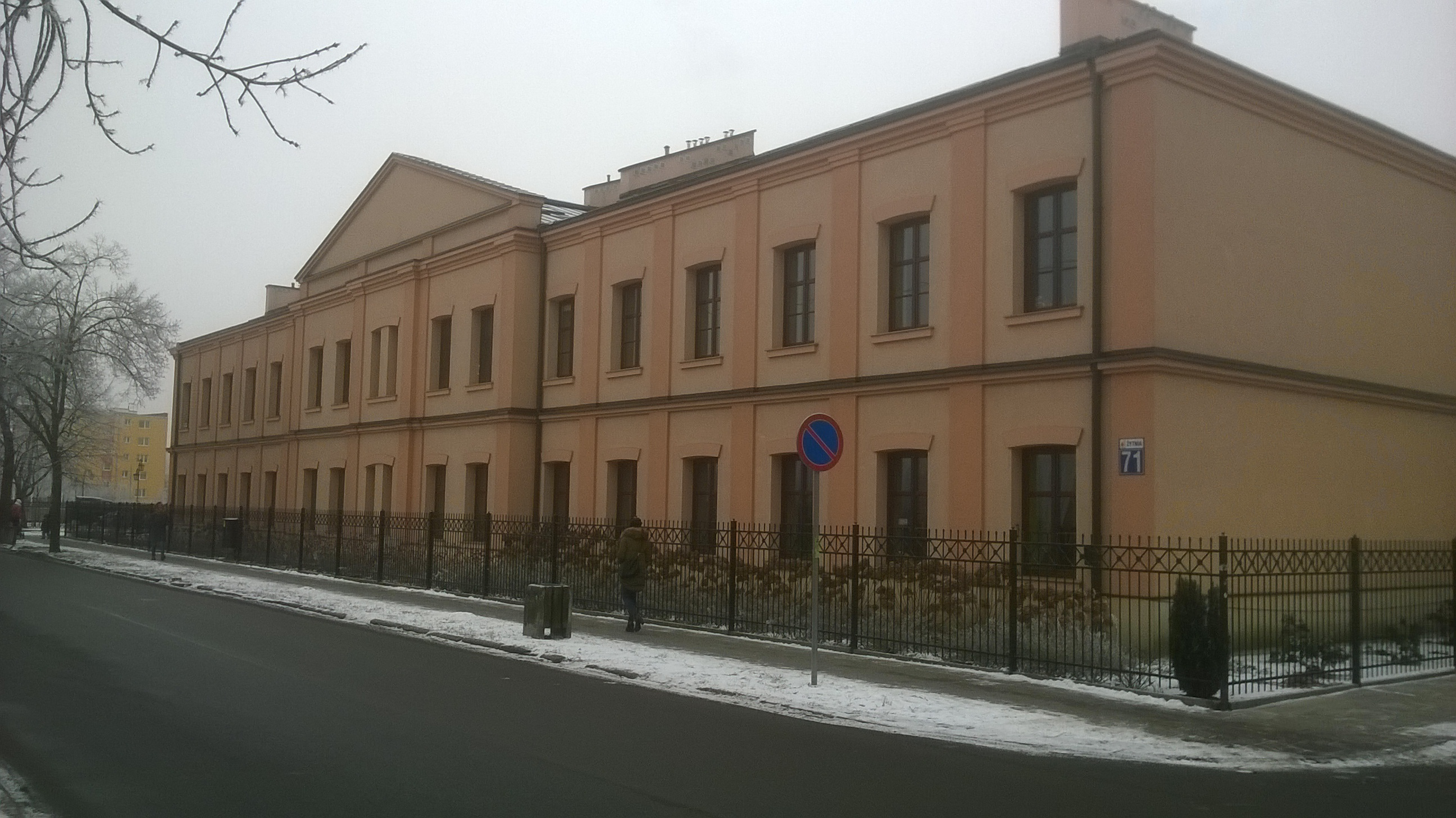
Budynek sztabowy – jeden z niewielu obiektów pozostałych po przedwojennych koszarach pułku przy ulicy Żytniej

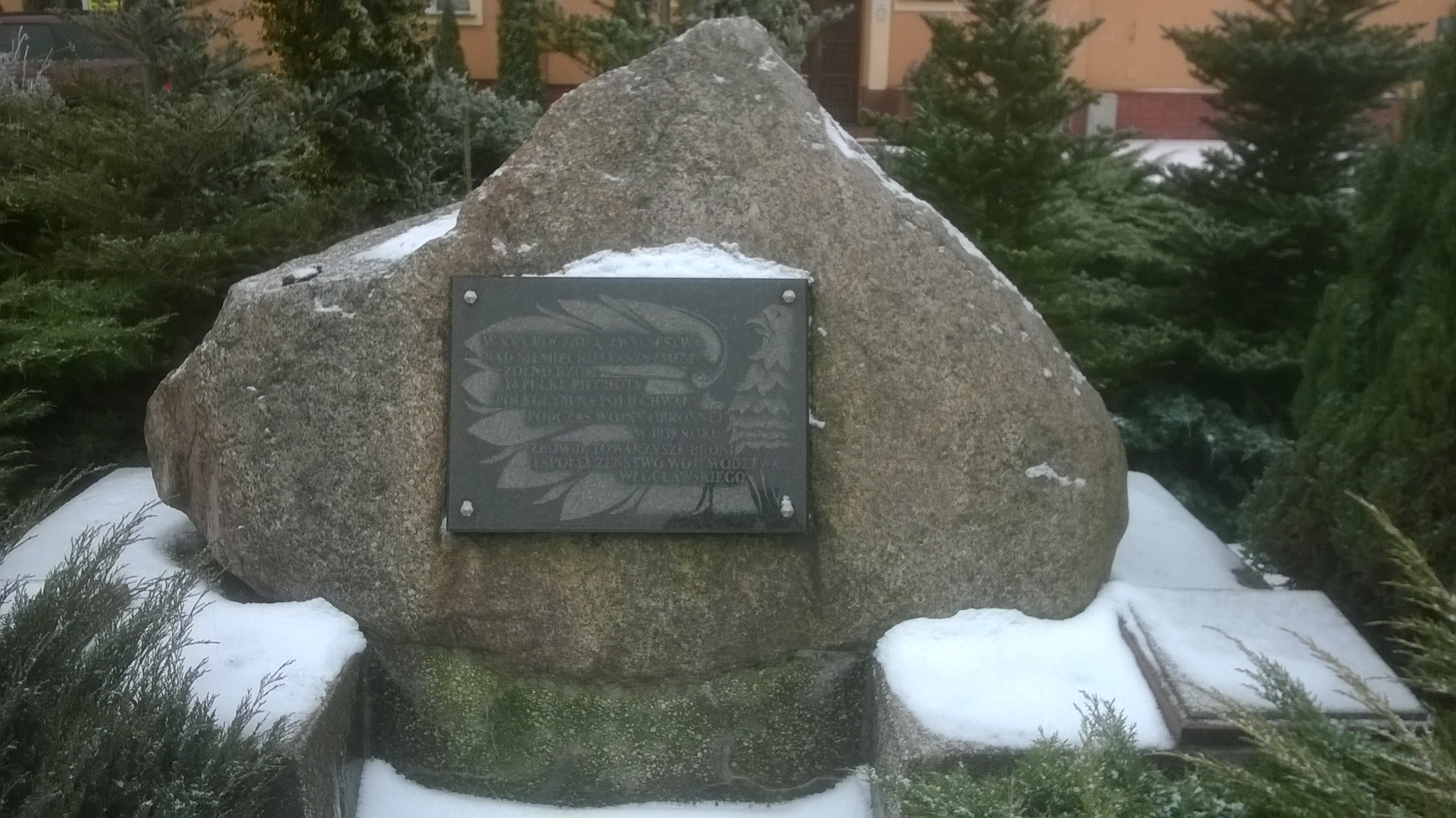
Pomnik poświęcony żołnierzom 14pp – usytuowany przy dawnym kasynie pułkowym (ulica Żytnia 83)

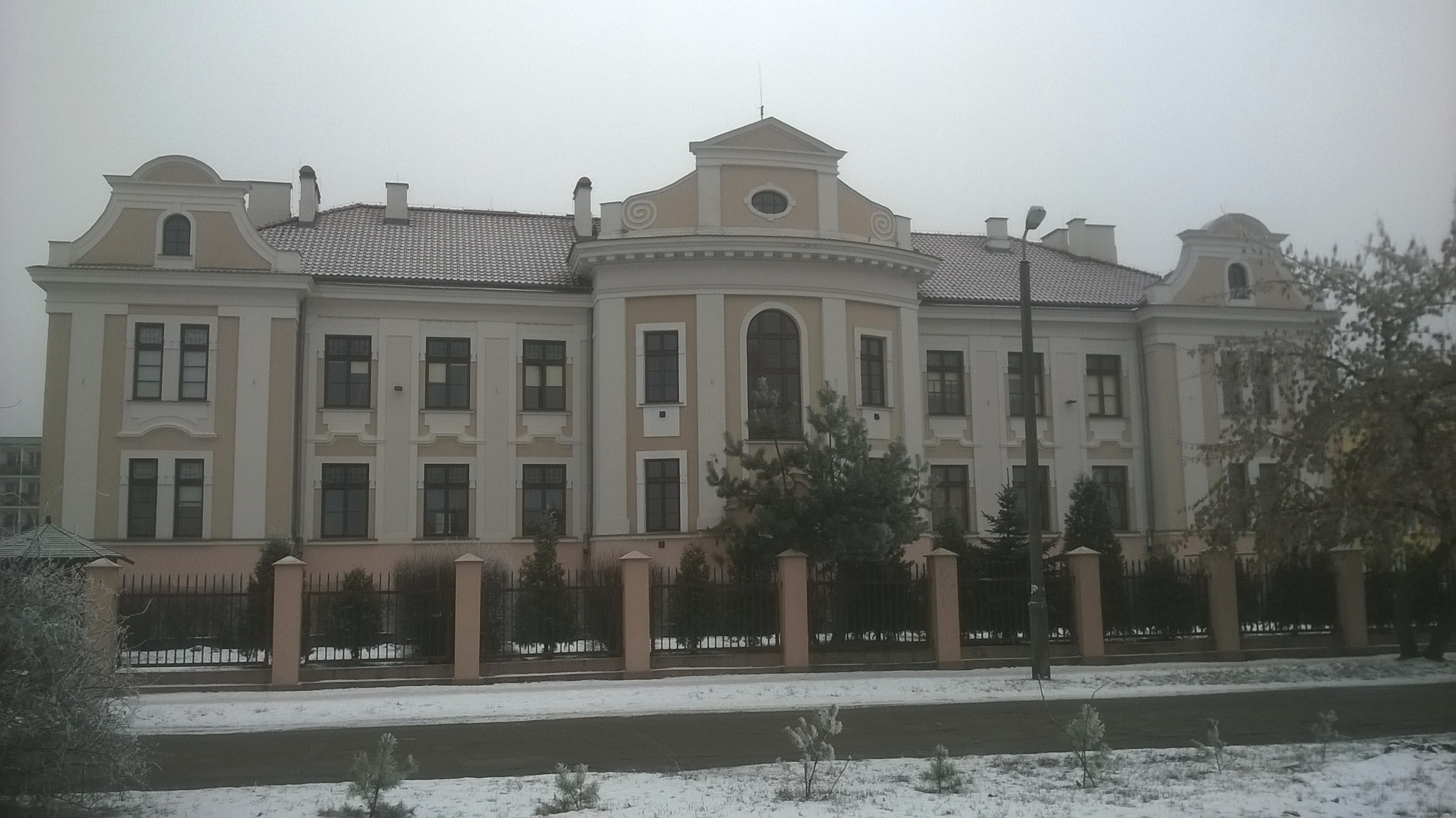
W okresie międzywojennym w tym budynku mieścił się szpital garnizonowy (ulica Żytnia 55)

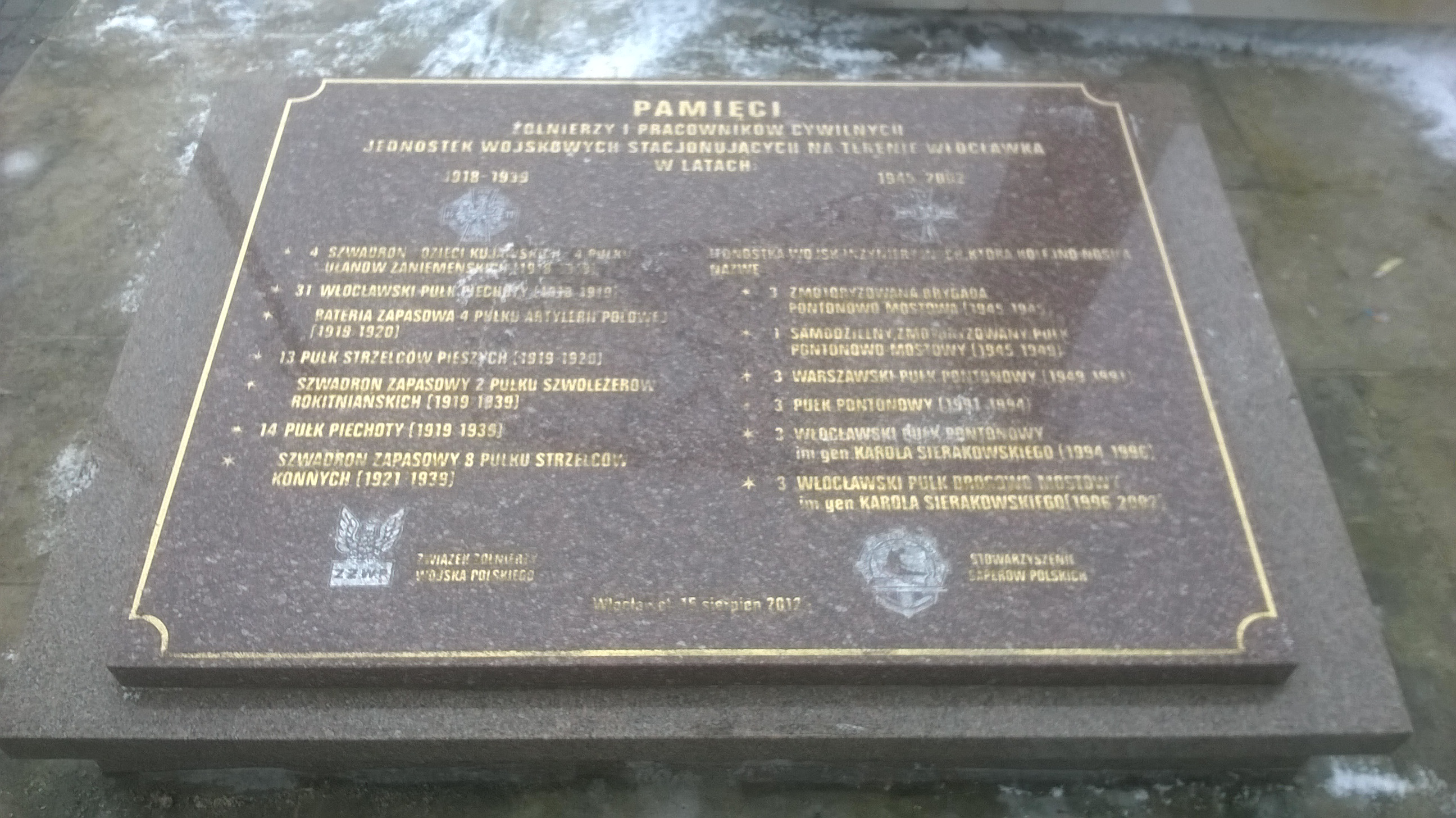
Tablica pamiątkowa poświęcona jednostkom stacjonującym na terenie garnizonu Włocławek, znajdująca się przy Pomniku Sapera na ulicy Żytniej we Włocławku (styczeń 2017)

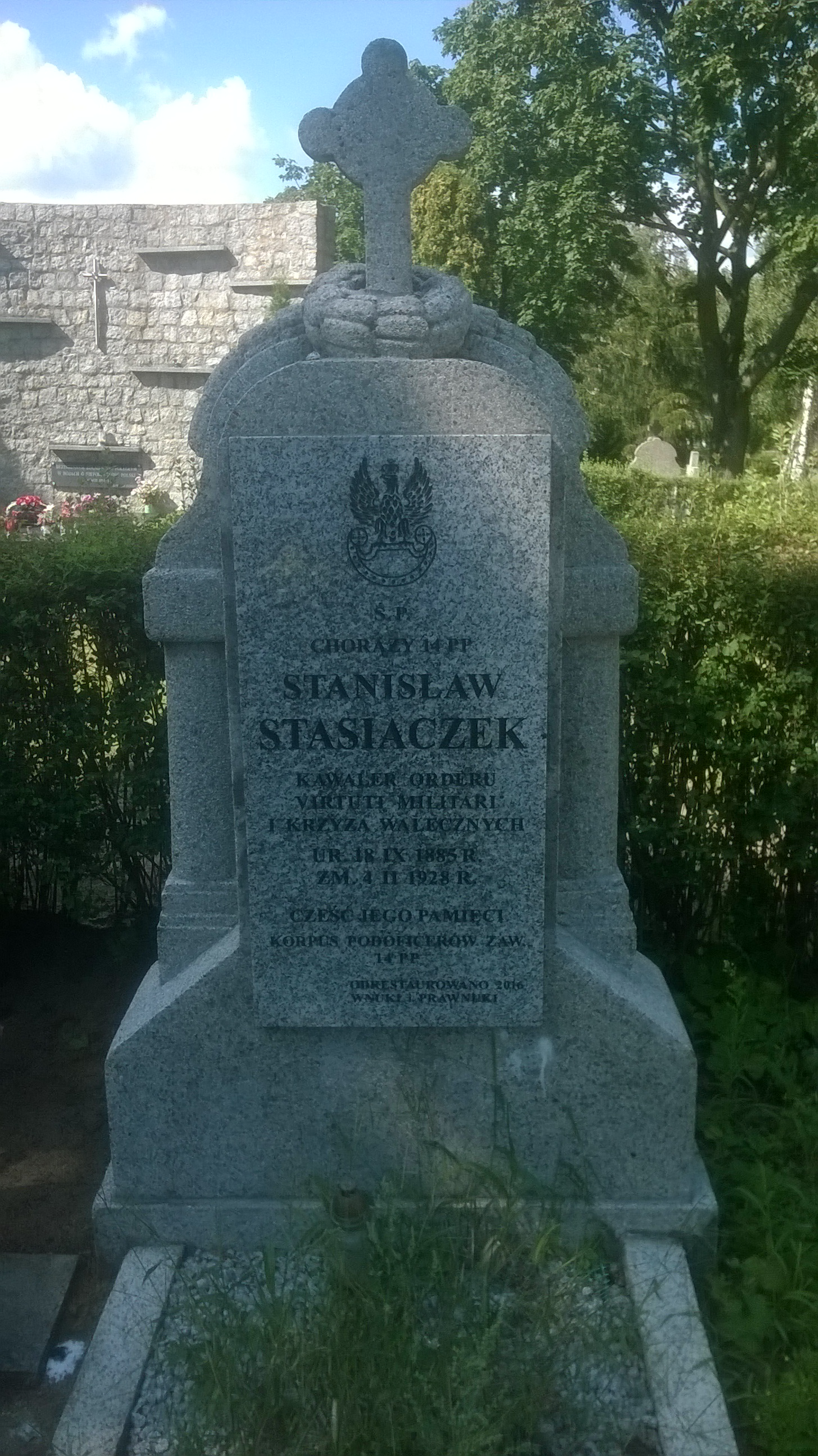
Nagrobek chorążego 14pp Stanisława Stasiaczka – kawalera orderu Virtuti Militari i Krzyża Walecznych – znajdujący się na Cmentarzu Komunalnym we Włocławku. Nagrobek wystawiony przez korpus podoficerów zawodowych 14 pułku i odrestaurowany w roku 2016 staraniem wnuków i prawnuków.

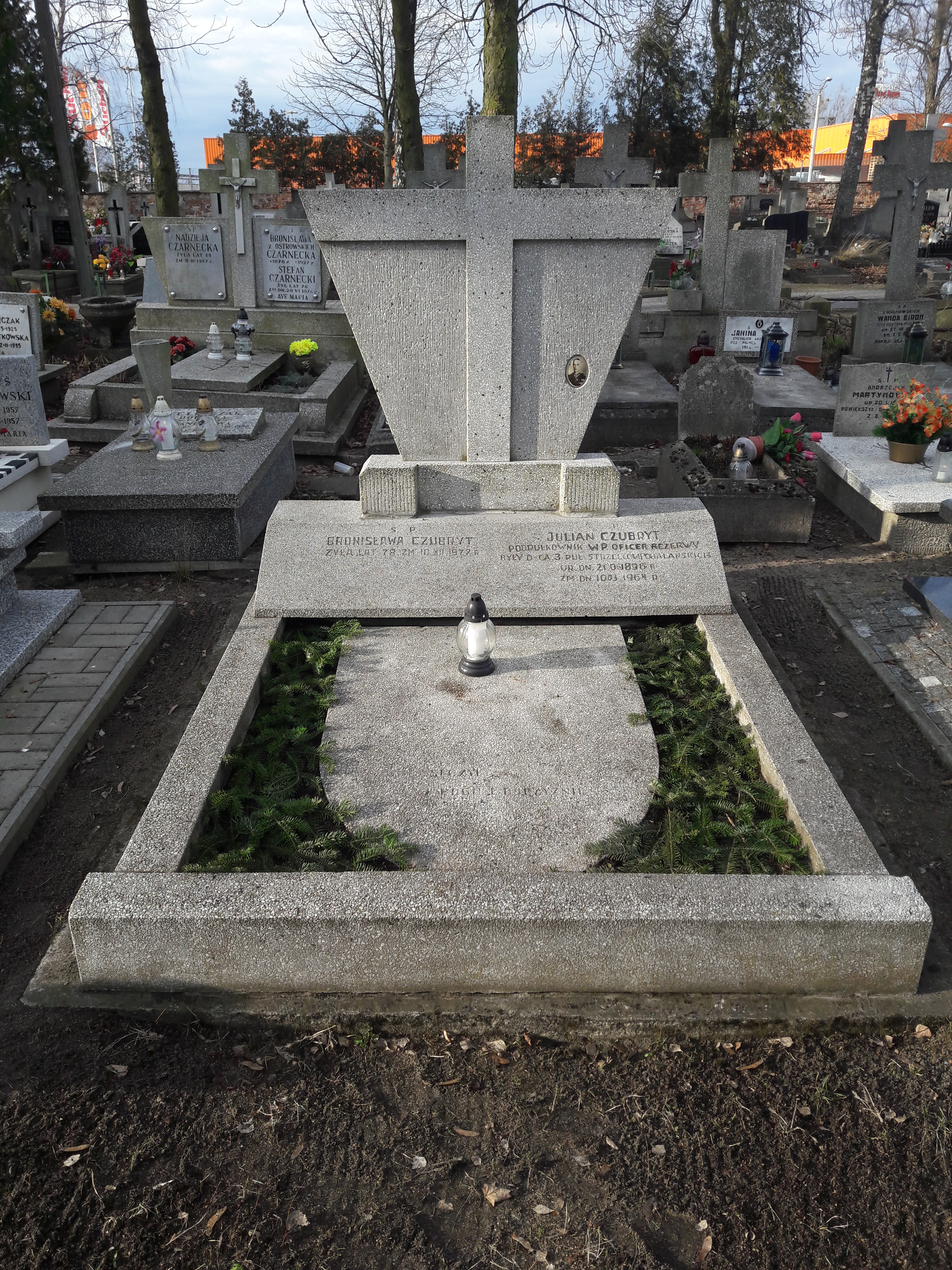
Cmentarz Komunalny we Włocławku – grób ppłk. Juliana Czubryta, wieloletniego oficera 14 pp, we wrześniu 1939 r. dowódcy 3 pułku strzelców podhalańskich

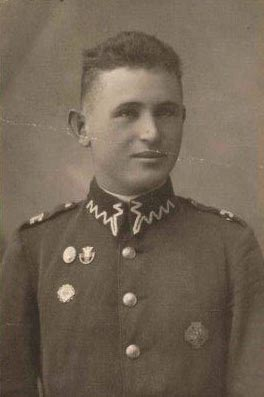
Jan Karol Musiałkiewicz – kapral 14 pp.

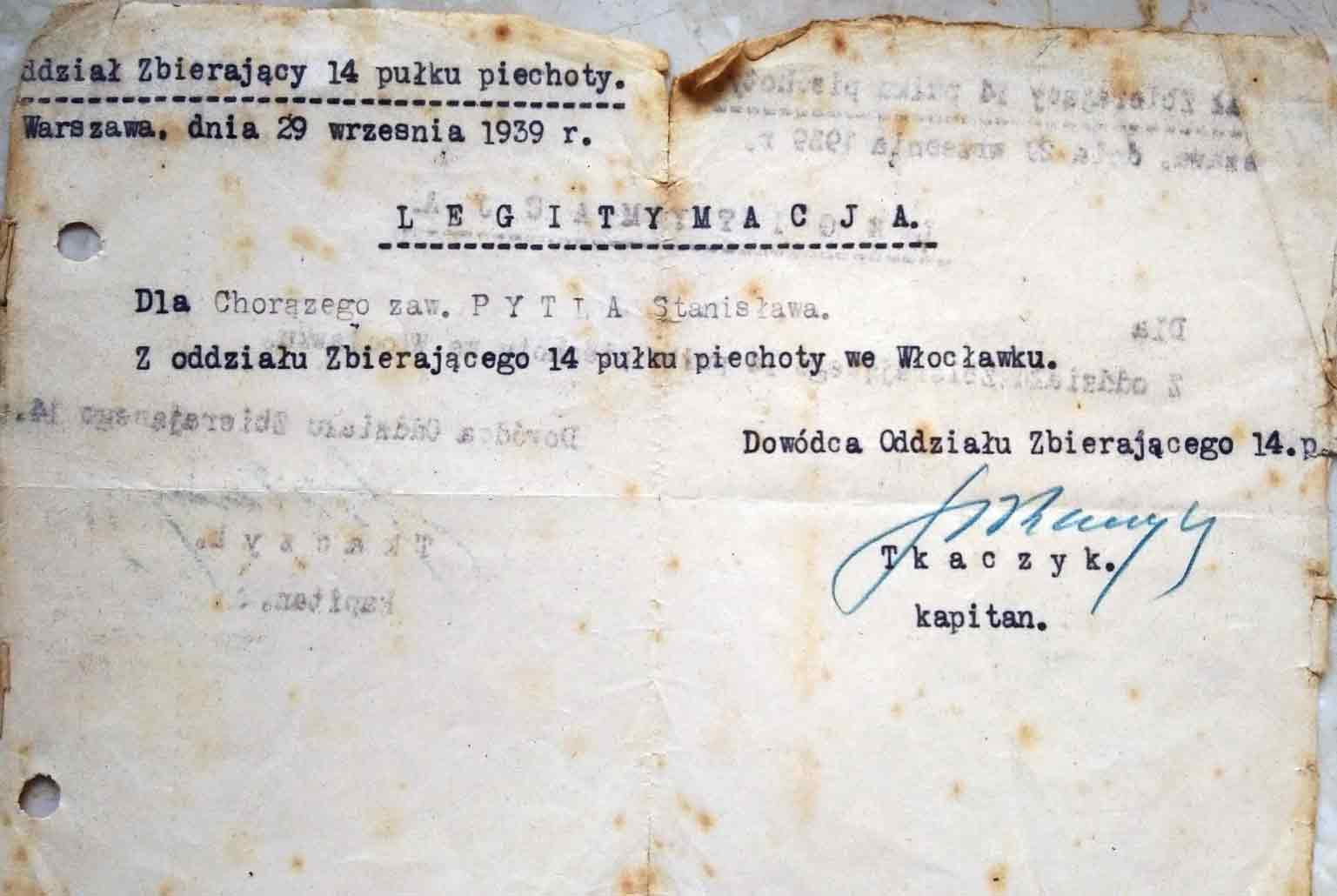
Legitymacja wydana chor. Stanisławowi Pytlowi, już po kapitulacji stolicy, przez dowódcę Oddziału Zbierającego 14 pp – kpt. Józefa Tkaczyka.

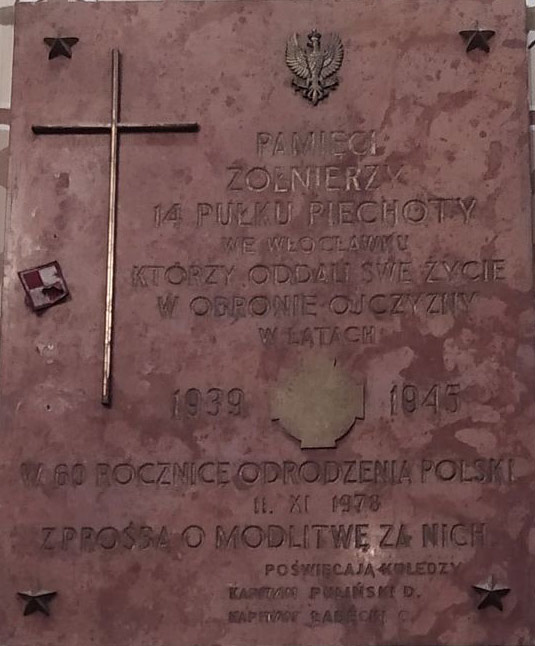
Tablica poświęcona pamięci żołnierzy 14 pp umieszczona w katedrze pw. Wniebowzięcia NMP we Włocławku – ufundowana w 1978 roku przez byłych oficerów włocławskiego pułku: kpt. Czesława Łabęckiego i kpt. Dyonizego Pulińskiego.

14 Pułk Piechoty (14 pp) – oddział piechoty Wojska Polskiego II RP.

## Formowanie i zmiany organizacyjne
26 października 1918 roku w garnizonie Jiczyn Polacy - żołnierze Batalionu Zapasowego c. i k. 90 pułku piechoty – na czele z porucznikiem Pieniążkiem wypowiedzieli posłuszeństwo władzom zwierzchnim i przejęli komendę nad oddziałem.
27 października 1918 roku w Krzywym Rogu Polacy - żołnierze c. i k. 90 pułku piechoty - na czele z porucznikiem Jakubem Sternem przejęli dowództwo nad jednostką z zamiarem powrotu z frontu do macierzystego garnizonu Jarosław. W nocy z 10 na 11 listopada 1918 roku na stacji kolejowej w Chodorowie Polacy stoczyli zwycięską potyczkę z Ukraińcami. W czasie walki poległo trzynastu żołnierzy. Kilkunastu zostało rannych.
6 listopada 1918 roku batalion zapasowy 90 pp powrócił do Jarosławia, gdzie połączył się z oddziałem, który powrócił z frontu. Dowództwo nad polskim 90 pułkiem piechoty objął por. Ignacy Misiąg.
W tym samym czasie w garnizonie Jarosław stacjonowała Kadra c. i k. 34 pułku piechoty. Dowództwo tego oddziału przejął por. Cieśliński. W listopadzie 1918 roku komendant garnizonu Jarosław, ppłk Wiktor Jarosz-Kamionka, przystąpił, na bazie kadry 34 pp, do organizacji 1 pułku piechoty Ziemi Jarosławskiej.
Ograniczony napływ ochotników do dwóch tworzących się oddziałów piechoty oraz rozpoczęta wojna z Ukraińcami zmusiła ppłk. Jarosza-Kamionkę do połączenia wysiłków organizacyjnych. W miejsce dotychczasowych dwóch jednostek został sformowany jeden oddział, któremu została nadana nazwa i numer – „9 Pułk Piechoty”. I batalion został zorganizowany z żołnierzy 1 pułku piechoty Ziemi Jarosławskiej, III batalion z żołnierzy 90 pułku piechoty, natomiast II batalion został sformowany z ochotników. W lutym 1919 roku jednostka została przemianowana na 14 pułk piechoty, a wiosną tego roku włączona w skład VII Brygady Piechoty.
W grudniu 1919 batalion zapasowy pułku stacjonował w Aleksandrowie.

## Pułk na wojnie polsko-ukraińskiej
14 maja 1919 roku dowództwo pułku oraz I i III batalion piechoty stacjonowało w Mościskach, a II batalion w Trzcieńcu. Ofensywa armii polskich pod dowództwem marszałka Józefa Piłsudskiego prowadziła pułk zwycięsko przez Sambor, Drohobycz, Stryj, Stanisławów do Niżniowa. Pod Niżniowem pułk stoczył walkę ze wzmocnionym artylerią ciężką i pociągiem pancernym batalionem ukraińskim. Po zwycięstwie pułk pozostał w Niżniowie i likwidował w okolicy niedobitki oddziałów ukraińskich.
Załamanie się ofensywy majowej spowodowało odwrót oddziałów polskich. Pułk wycofując się kolejno obsadził linię rzeki Złota Lipa na odcinku Baranów-Holeszów do Kamiennej Góry. Dalej, prowadząc działania opóźniające, przeszedł nad Gniłą Lipę. Tam obsadził odcinek Bursztyn-Kominki. 18 czerwca 1919 roku pułk wziął udział w przeciwnatarciu i wyszedł na linię rzeki Narajówka. Po krótkotrwałym sukcesie pułk cofał się dalej. Obsadził ponownie obronę nad Gniłą Lipą, a następnie za rzeką Świrz.
28 czerwca 1919 roku, w ramach ogólnej kontrofensywy Armii Polskiej, pułk maszerował w straży przedniej 4 Dywizji Piechoty na Buczacz, zdobył miejscowość, a po minięciu Strypy pododdziały pułku obsadziły linię dawnych okopów austriackich z I wojny światowej w rejonie Dżuryna. Tam pozostawały do 12 lipca 1919 roku.
W sierpniu 1919 roku pułk uczestniczył w jeszcze jednej ofensywie na froncie wołyńskim. Atakując z rejonu Brodów, zdobył Ostróg i obsadził odcinek Ostróg–Międzyrzecz. Potem przemaszerował do Łucka, a następnie do Sarn i zajął rubież obrony nad Uborcią. Tam pozostawał aż do ofensywy kwietniowej 1920 roku. Z rubieży tej organizował wypady na Łuhiny, Kremno, Bolerkę, Kołocko, Zamysłowice.
25 kwietnia armie polskie rozpoczęły ofensywę kwietniową. W jej ramach pułk, wraz z 10 pp, stosując oskrzydlenie zdobył Korosteń. Tu zakończył swój szlak bojowy w ofensywnej części wyprawy kijowskiej. Będąc w odwodzie operacyjnym dowództwa frontu przebywał w rejonie Korostenia do 18 maja.

## Pułk na wojnie z bolszewikami
14 maja 1920 roku nastąpiła ofensywa Frontu Zachodniego Armii Czerwonej. 14 pułk piechoty bez III baonu z 3/4 pac skierowano 23 maja na Zamostocze i Wołodutę. Pułk Wołodutę zdobył. 25 maja zaatakował Niechonicze, a 27 maja doszedł bez walki do Berezyny. III batalion przerzucony został do Mińska i włączony do grupy dowódcy 10 pułku piechoty mjr. Kazimierza Topolińskiego. 25 czerwca dołączył do pułku. 4 lipca rozpoczęła się ofensywa radziecka. 14 pp znalazł się w odwrocie. 9 lipca, współdziałając z 4 pułkiem ułanów, walczył w bitwie pod Hrebionką. Następnie pułk wycofał się na Baranowicze i dalej na Słonim – Wołkowysk – Świsłocz. Podczas przeprawy przez Bug w rejonie Drohiczyna doszło do zwycięskiej bitwy z oddziałami sowieckimi. Pozostający w ciągłym kontakcie z nieprzyjacielem pułk dotarł do Góry Kalwarii i przeprawił się na lewy brzeg Wisły. Tam pułk obsadził odcinek od Holendrów do ujścia Radomki. 16 sierpnia pułk został przesunięty do Jabłonny i dalej do Modlina. 19 sierpnia dotarł do Zakroczymia, gdzie przebywał do 28 sierpnia.
29 sierpnia pułk przewieziono transportem kolejowym do Lwowa z zadaniem osłony miasta z kierunku Bełza i Krystynopola. Pododdziały pułku na froncie lwowskim, w Reklińcu, rozbiły 215 pułk strzelecki ACz. We wrześniu 1920 roku pułk obsadził rejon Przemyślan, a następnie przesunięty został pod Rohatyn. 13 września przeszedł do natarcia kierunku na Dunajowce, Sborów, Zbaraż, Aleksiniec, Wiśniowiec. Szlak bojowy zakończył w Łanowcach.
Z Łanowiec pułk transportami kolejowymi przewieziony został do Sokółki i Kuźnicy, skąd marszem pieszym przeszedł do Grodna. Z Grodna pułk odmaszerował na odcinek Rondomańce – Druskienniki, zabezpieczając tyły wojsk polskich i uczestnicząc w utarczkach z patrolami litewskimi.
We Włocławku stacjonował Batalion Zapasowy 14 pp. W sierpniu 1920 roku żołnierze batalionu odznaczyli się w obronie miasta. 15 sierpnia 1921 roku we Włocławku został wmurowany kamień węgielny, a 15 grudnia 1923 roku odsłonięty pomnik Poległym obrońcom Wisły w roku 1920.

## Pułk w okresie pokoju
Po zawieszeniu broni pułk przybył do Zambrowa, a w 1921 roku do Włocławka.
W okresie międzywojennym 14 pułk piechoty stacjonował na terenie Okręgu Korpusu Nr VIII w garnizonie Włocławek. Wchodził w skład 4 Dywizji Piechoty.
Do Włocławka pułk przybył w dniu 1 maja 1921 roku. Zajął porosyjskie koszary przy ul. Żytniej 83. W tym też roku założono w pułku spółdzielnię. Wybudowano kasyno oﬁcerskie przy koszarach na ul. Żytniej. W 1926 roku oddano do użytku letnie kasyno nad Wisłą. Przy ul. Żytniej 49 zamieszkali podoficerowie zawodowi. W roku 1928 jednostka otrzymała oświetlenie elektryczne. W 1929 roku wybudowano magazyny przy ul. Toruńskiej. Tam też stacjonował I batalion piechoty. W następnym roku żołnierze wybudowali strzelnicę bojową i rzutnię granatów. Powstała też strzelnica przykoszarowa. Strzelnica szkolna oddana została do użytku w 1932 roku. W tym też roku przeprowadzono kapitalny remont koszar. W 1934 roku zorganizowano przystań na Wiśle i basen kąpielowy na jeziorze Czarnym.
Na podstawie rozkazu wykonawczego Ministerstwa Spraw Wojskowych do Departamentu Piechoty o wprowadzeniu organizacji piechoty na stopie pokojowej PS 10-50 z 1930 roku, w Wojsku Polskim wprowadzono trzy typy pułków piechoty. 14 pułk piechoty zaliczony został do typu I pułków piechoty (tzw. „normalnych”). W każdym roku otrzymywał około 610 rekrutów. Stan osobowy pułku wynosił 56 oficerów oraz 1500 podoficerów i szeregowców. W okresie zimowym posiadał batalion starszego rocznika, batalion szkolny i skadrowany, w okresie letnim zaś batalion starszego rocznika i dwa bataliony poborowych.
Kadra oﬁcerska pułku wywodziła się głównie z armii austriackiej. W większości byli to oficerowie i podchorążowie rezerwy. Zdecydowaną większość kadry podoﬁcerskiej stanowili żołnierze o długim stażu, pamiętający jeszcze pierwszą wojnę światową.
W 1928 roku na terenie koszar wybudowano pomnik „Poległym żołnierzom 14 pp”, a w 1930 roku ufundowano tablicę upamiętniającą walki 14 pułku piechoty liniowej w powstaniu listopadowym.
Początkowo dzień święta pułkowego wyznaczono na 27 października – na pamiątkę dnia, w którym c. i k. 90 pułk piechoty ogłosił się oddziałem polskim. 19 maja 1927 roku Minister Spraw Wojskowych marszałek Polski Józef Piłsudski ustalił i zatwierdził dzień 15 maja, jako datę święta pułkowego. Od tego roku pułk obchodził swoje święto w rocznicę walk stoczonych w czasie ofensywy majowej spod Lwowa w 1919 roku. 24 kwietnia 1934 roku Minister Spraw Wojskowych marszałek Polski Józef Piłsudski zmienił datę święta pułkowego 14 pp z dnia 15 maja na dzień 27 października. Święto pułkowe obchodzono bardzo uroczyście – zarówno w koszarach, jak i w mieście.
Od sierpnia 1935 do sierpnia 1939 opiekę duszpasterską nad żołnierzami włocławskiego pułku sprawował ks. starszy kapelan / proboszcz Franciszek Juszczyk.

## Pułk w operacji zajęcia Zaolzia
W skład Samodzielnej Grupy Operacyjnej „Śląsk”, improwizowanej we wrześniu 1938 w celu rewindykacji Zaolzia, wszedł również zbiorczy pułk wystawiony przez 4 Dywizję Piechoty. Poszczególne bataliony tegoż pułku zostały wystawione przez 14, 63 i 67 pułki piechoty. W dowództwie zbiorczego pułku znaleźli się następujący oficerowie 14 pułku piechoty:
- dowódca pułku – płk Franciszek Sudoł
- adiutant – kpt. Józef Rodzeń
- kwatermistrz – kpt. Ignacy Alejski

W skład zbiorczego batalionu wystawionego przez 14 pp weszli:
- dowódca batalionu – mjr Juliusz Ulatowski
- adiutant – ppor. Antoni Krawczyk
- dowódca 1 kompanii – kpt. Mieczysław Teodorczyk
- dowódca 2 kompanii – por. Feliks Stawicki
- zastępca dowódcy 2 kompanii – ppor. Bolesław Meres
- dowódca 3 kompanii – ppor. Mieczysław Nejman
- zastępca dowódcy 3 kompanii – ppor. Kazimierz Załęski
- dowódca kompanii ckm – por. Czesław Rolecki
- zastępca dowódcy kompanii ckm – ppor. Franciszek Walewski
- dowódca plutonu ppanc – por. rez. Brunon Groszewski[a]
- dowódca plutonu łączności – ppor. rez. Stanisław Lewicki[b]
- zastępca dowódcy plutonu łączności i szef plutonu – plut. Wacław Baurski[c]

Na Zaolzie wyjechała również orkiestra 14 pułku piechoty z kapelmistrzem – kpt. st. sp. Piotrem Wittmanem i tamburmajorem – st. sierż. Alojzym Popelką.

## 14 pp w kampanii wrześniowej

### Mobilizacja
Ze względu na zagrożenie wojenne, zgodnie z planem „Z” podjęto działania w rejonie przyszłych działań 4 Dywizji Piechoty. W tym celu 10 sierpnia 1939 wzmocniony batalion I/14 pp został skierowany do wsi Buk Pomorski, a następnie do Jabłonowa Pomorskiego, celem wykonania prac inżynieryjno-saperskich. Na ten odcinek przybył 20 sierpnia, jako dowódca zgrupowania, ppłk dypl. Włodzimierz Brayczewski. Na podstawie rozkazu Generalnego Inspektora Sił Zbrojnych marsz. Edwarda Śmigłego-Rydza z dnia 23 sierpnia 1939, wydanego dowódcy Okręgu Korpusu nr VIII, od godz. 4.00 dnia 24 sierpnia rozpoczął mobilizację 14 pułk piechoty. Odprawę inicjującą te działania przeprowadził zastępca dowódcy pułku ppłk Władysław Dzióbek. 14 pp mobilizował:
- 14 pułk piechoty mobilizował się do organizacji wojennej i etatów wojennych L. 3001/mob./org., L.4001/mob./AR, L.5000/org./mat.[21], w ramach mobilizacji alarmowej, w grupie niebieskiej, w garnizonie Włocławek, w czasie od A+24 do A+48,
- samodzielną kompanię karabinów maszynowych i broni towarzyszących nr 81, w czasie A+48,
- kolumnę taborową parokonną nr 801, w czasie A+48.

W ramach I rzutu mobilizacji powszechnej od dnia 31 sierpnia do 3 września zmobilizował:
- II i III bataliony 144 pułku piechoty rez.
- batalion marszowy 14 pp.
- uzupełnienie marszowe dla 81 sam. kompanii km i br. tow. do 4 września[22].

Po wstępnych czynnościach mobilizacyjnych w koszarach, część pododdziałów pułku mobilizowała się w obiektach i kwaterach w mieście. Do przebywającego na pozycji osłonowej I batalionu pułku wysłano transportem kolejowym uzupełnienia osobowe, konie, broń i etatowy sprzęt. 26 sierpnia po odebraniu przysięgi i przeglądzie pułku przez ppłk. Władysława Dzióbka, 14 pp wraz z 81 sam. komp. km i br. tow. wieczorem wymaszerował, pod dowództwem mjr. Jana Łobzy, do rejonu Lipna. Rano 27 sierpnia pułk dotarł do lasów na zachód od Lipna. Po odpoczynku, nocą 27/28 sierpnia podjęto marsz przez Kikół w kierunku Golubia Dobrzynia. Rano 28 sierpnia pułk doszedł do lasów w rejonie wsi Nowogród, Węgiersk i Paliwodzizna. Kolejnej nocy pułk osiągnął, już bez 81 samodzielnej kompanii km i br. tow., rejon gajówki Dębowa Łąka na południowy wschód od Wąbrzeźna. Nocą 29/30 sierpnia pułk wraz z 4 DP zajął ugrupowanie bojowe w lasach w pobliżu wsi Tomki, Konojady i Czekanowo. W tej ostatniej miejscowości znajdowało się dowództwo 14 pp z ppłk. dypl. Włodzimierzem Brayczewskim. I batalion znajdował się jeszcze w składzie Oddziału Wydzielonego „Jabłonowo”, do czasu zluzowania przez batalion szturmowy 16 DP „Grudziądz”. 14 pp znajdował się w składzie sił głównych 4 DP, która stanowiła odwód Grupy Operacyjnej „Wschód”. Jednocześnie 31 sierpnia wydzielono 4 kompanię strzelecką, do osłony stanowisk ogniowych artylerii dywizyjnej w rejonie wsi Górale i Góraliki. Tego dnia dowódca pułku udał się do garnizonu we Włocławku i dokonał przeglądu obiektów koszarowych. Stan pułku na dzień 31 sierpnia 1939 roku wynosił: 108 oficerów, 370 podoficerów i 3700 strzelców .

### Działania bojowe
W kampanii wrześniowej 1939 pułk walczył w składzie macierzystej 4 Dywizji Piechoty, w GO „Wschód” Armii „Pomorze".

#### Udział w bitwie nad Osą
1 września o świcie I batalion wraz z dwoma armatami przeciwpancernymi i plutonem artylerii piechoty 14 pp, w składzie OW „Jabłonowo”, zajmował obronę na odcinku od jeziora Płowęż do rzeki Lutryna, z zadaniem zamknięcia kierunku szosy z Lisnowa-Zamek do Świecia nad Osą. Większość pułku przebywała w odwodzie, w składzie zgrupowania 4 DP, w lesie w rejonie Dworu Czekanów i wsi Tomki. Obrona I/14 pp została o 5.20 ostrzelana przez niemiecką artylerię. W trakcie dnia odcinek batalionu nie był atakowany przez nieprzyjaciela. Pod wieczór stanowiska 2 kompanii strzeleckiej zostały zaatakowane przez niemiecki pododdział, który został wyparty przez 2 kompanię strzelecką za rzekę Osę, przy wsparciu ogniowym baterii 4/4 pułku artylerii lekkiej. Zgodnie z rozkazem gen. bryg. Mikołaja Bołtucia, 14 pp (bez wzmocnionego I batalionu) wykonał marsz do stacji kolejowej Konojady. Stąd, po załadowaniu się na transport kolejowy (najpierw III, a potem II batalion), został przetransportowany w dwóch rzutach do st. Mełno. Z uwagi na niedostatek taboru kolejowego kompania przeciwpancerna, kompania zwiadowców, pluton artylerii piechoty i tabory, pod dowództwem kpt. Antoniego Bergera, wykonały marsz pieszy do Mełna. Oba bataliony były podczas rozładunku niegroźnie ostrzeliwane przez artylerię niemiecką. 14 pp skoncentrował się do rana 2 września. Do godz. 11.00 zajął stanowiska obronne za liniami obronnymi oddziałów 16 Dywizji Piechoty, w II rzucie obrony. II batalion, wzmocniony plutonem ppanc. i plutonem artylerii piechoty, zajął stanowiska obronne w lesie na południe od stacji kolejowej Mełno i w oparciu o cukrownię. III batalion, wzmocniony plutonem ppanc., zajął stanowiska w rejonie dworu Mełno. Reszta pododdziałów pułkowych rozmieściła się za batalionami, w odwodzie dowódcy 14 pp.
Zadaniem pułku miało być przeprowadzenie przeciwnatarcia w kierunku Gruty i dworu Orle. Około godz. 12.00 niemiecka artyleria ciężka rozpoczęła ostrzał pozycji 14 pp. Około godz. 13.00, pod naporem niemieckiej 21 DP i batalionu I/10 pułku pancernego, odwrót z pierwszej linii obrony rozpoczęły pułki 16 DP. Od godz. 14.00 pozycje III batalionu zostały zaatakowane przez oddziały niemieckiej 228 DP, a II batalionu przez oddziały 21 DP. 14 pp pomimo zaangażowania w bój kompanii zwiadowców na prawym skrzydle obrony, po godz. 15.00 został rozkazem dowódcy pułku wycofany ze stanowisk obronnych. II/14 pp wycofał się do dworu Zakrzewo, a 5 kompania strzelecka do dworu Gołębiewko. III/14 pp wycofał się do dworu Kitnowo. Kompania zwiadowców stawiała opór na swoim odcinku do godz. 17.00, a następnie dołączyła do 5 kompanii w dworze Gołębiewko. Po południu oddziały 228 DP uderzyły na odcinku OW „Jabłonowo”. Z I/14 pp kontratakowała odwodowa 1 kompania strzelecka, powstrzymując niemieckie natarcie. W godzinach przedwieczornych ppłk. dypl. Włodzimierz Brayczewski otrzymał od dowódcy 4 DP rozkaz wykonania natarcia na dwór Mełno i m. Gruta. O zmroku oba bataliony w I rzucie natarcia podjęły ruch do przodu opanowując Mełno, opuszczone przez niemiecką piechotę. II batalion wraz z dowódcą pułku o godz. 20.00 wykonał natarcie w kierunku Gruty. III batalion chwilowo zatrzymał się w Mełnie. Pluton pionierów na prawym skrzydle natarcia stoczył walkę z patrolami niemieckimi, tracąc 1/4 swojego stanu. Ok. godz. 22.00 II batalion mjr. Łobzy wykonał natarcie na Grutę, w trakcie którego doszło do potyczki ogniowej z batalionem I/63 pułku piechoty, który pomylił obiekt natarcia. Po wyjaśnieniu sytuacji, oba bataliony o godz. 23.00 wykonały natarcie i po ciężkiej walce, również wręcz, opanowały wieś. Po północy dołączył III batalion, który zajął obronę na wzgórzu 98 i w lesie na południowy wschód od Gruty. Natarcie 14 pp wykonano bez wsparcia artylerii. Na osiągniętych stanowiskach, zgodnie z rozkazem dowódcy 4 DP – płk. dypl. Tadeusza Lubicz-Niezabitowskiego, 14 pp zorganizował obronę. II/14 pp w rejonie Gruty, III/14 pp (bez 9 komp. strz.) na wcześniej zajętych stanowiskach, 9 kompania w lesie na północ od dworu Mełno, a kompania zwiadowców na południe od dworu Mełno. W godzinach nocnych 3 września kompania zwiadu ustaliła, że dwór Mełno został zajęty przez niemiecką piechotę. W trakcie potyczki kompania poniosła straty w poległych, wśród nich był ppor. rez. kaw. Stefan Halweg (dowódca plutonu konnego w kompanii zwiadowczej), i rannych.
O świcie 3 września I/14 pp został zluzowany przez batalion szturmowy 16 DP „Grudziądz” i podjął marsz w kierunku dworu Mełno. Od świtu 4 dywizjon artylerii ciężkiej został przydzielony do wsparcia 14 pp. Po silnym ostrzale niemieckiej artylerii na pozycje obronne 14 pp, o godz. 8.00 natarcie wykonała niemiecka 228 DP wsparta czołgami batalionu I/ 10 pułku pancernego. Oba bataliony utrzymały swoje stanowiska, ponosząc jednakże znaczne straty. Po godz. 10.00 ze względu na przenikanie oddziałów niemieckich na tyły pułku, na rozkaz ppłk. Brayczewskiego 14 pp wycofał się: III batalion na wzgórze ok. 400 m od stacji kolejowej Mełno, a II batalion do cukrowni Mełno. Ok. godz. 12.00 wychodzący do kontrnatarcia w kierunku dworu Mełno III batalion został zaatakowany przez ok. 60 niemieckich samolotów w rejonie stacji Mełno, a II batalion na swoich stanowiskach obronnych. Atak lotniczy doprowadził do rozproszenia się pułku. Do godz. 14.00 zdołano zebrać tylko część III batalionu, a do godz. 22.00 w pobliżu kolonii Mazanki koło Radzynia Pomorskiego większość pułku. 14 pp po odtworzeniu pododdziałów stanowił odwód 4 DP. Batalion I/14 pp po przybyciu w rejon Boguszewa, patrolami stwierdził obecność niemieckiego oddziału w dworze Mełno. Nie mając łączności z dowódcą pułku i dywizji, o godz. 15.00 podjął natarcie na dwór Mełno i obsadzone przez piechotę niemiecką okoliczne wzgórza. W walce opanował wzgórze 98 i drugie na wschód od dworu Mełno. Batalion powstrzymał niemieckie kontrnatarcie i dotarł do dworu Mełno. Po godz. 16.00 na rozkaz gen. Bołtucia na dwór Mełno spadła nawała artyleryjska wykonana przez pięć dywizjonów ze składu  artylerii dywizyjnej 4 i 16 DP. Wspólne natarcie batalionów I/14 pp i II/67 pułku piechoty doprowadziło do zdobycia dworu Mełno. Do zmroku oba bataliony broniły dworu Mełno przed niemieckimi kontratakami. Z uwagi na zajęcie przez oddziały niemieckie stacji i cukrowni Mełno, po godz. 18.00 rozkazem dowódcy 4 DP batalion I/14 pp został wycofany z dworu Mełno i poprzez Boguszewo i dwór Zakrzewo, pomaszerował do lasu Wronie na południowy zachód od Wąbrzeźna. Tam w godzinach rannych 4 września organizował obronę wspólnie z batalionem III/67 pp. Kompania zwiadowców 14 pp w rejonie dworu Zakrzewo pozostawała w styczności z oddziałami niemieckimi. Reszta 14 pp odpoczywała i odtwarzała zdolność bojową w kolonii Mazanki. O godz. 11.00 pułk podjął marsz do lasu Wronie, gdzie dołączył do I batalionu (wkrótce dotarła tam również kompania zwiadowców). W trakcie walk od 1 do 4 września pułk utracił: poległych 9 oficerów, 11 podoficerów i 97 szeregowych, rannych 7 oficerów, 13 podoficerów i 169 szeregowych, do niewoli dostało się 4 oficerów, 7 podoficerów i 64 szeregowych. Utracono 25% zaprzęgów konnych.

#### Odwrót przez Kujawy
4 września w godzinach wieczornych 14 pp zgodnie z rozkazem dowódcy 4 DP, płk. dypl. Mieczysława Rawicz-Mysłowskiego, wykonał marsz nocny poprzez Ryńsk i Srebrniki do lasu Elgiszewo nad rzeką Drwęcą (niedaleko Golubia). Rano 5 września zajął tam obronę przejściową I i III batalionem, a II batalionem w odwodzie i kompanią zwiadowców na przedpolu, rozpoznającą kierunek na Wąbrzeźno. Nocą 5/6 września pułk wykonał dalszy marsz odwrotowy. Rano 6 września 14 pp przeprawił się przez most kolejowy na Wiśle w Toruniu i w lesie Stawki zatrzymał się na odpoczynek. Nocą 6/7 września pułk rozpoczął marsz poprzez Brzozę i Brzeźno, by nad ranem 7 września osiągnąć wieś Toporzyszczewo. Rozlokowano się w okolicznych wsiach: Gawronki, Klonowiec i folwark Klonowiec. Kompania zwiadowców w dniu 7 września zaciągnęła placówki koło Brzezia i Kruszyna. Nocnym marszem 7/8 września 14 pp został przegrupowany poprzez Wieniec, Stary Brześć, Pikutkowo do lasów na zachód od Włocławka. Rano 8 września pułk dotarł do gajówki Józefowo i zgodnie z rozkazem dowódcy dywizji zajął obronę na skraju lasu Józefowo. I/14 pp zajął obronę na lewo od szosy Pikutkowo-Włocławek, II/14 pp na prawo od tej szosy, III/14 pp znalazł się w odwodzie pułku, w rejonie młyna Józefowo, po obu stronach rzeki Lubieńki. 8 września, ze swojego garnizonu Włocławek, pułk uzyskał uzupełnienia osobowe w ilości 150 ochotników oraz sprzętowe. Tego dnia do 14 pp dołączył II dywizjon 4 pal. Kolejnym nocnym marszem pułk wraz z II/4 pal, poprzez Kruszyn, Kowal, Bogusławice, Modlibórz, Lubień Kujawski, nad ranem 9 września dotarł na postój we wsi Czaple. Zorganizował obronę przejściową na odcinku jezioro Lubieńskie-dwór Czaple. Tu do pułku włączono kolejne uzupełnienia w ilości 50 oficerów i 300 szeregowych. Nocą 9/10 września forsownym marszem po zatłoczonych drogach, poprzez Łanięta, Niedrzew, Strzelce, Mariankę, Skórzewę, Mnich, Kamienną, po ponad 40 km marszu, pułk osiągnął dwór Ruszki (ok. 10 km od Żychlina). Zajął stanowiska obronne I batalionem we wsi Wieszczyce, III batalionem we wsi Wyrów, a II batalion z plutonami specjalnymi oraz dowództwo pułku ulokowały się we dworze Ruszki. II/4 pal zajął stanowiska ogniowe w pobliżu dworu Ruszki, wysuwając 4 baterię do bezpośredniego wsparcia III/14 pp. Kompania zwiadowców zaciągnęła czatę w rejonie dworu Bedlno. W godzinach popołudniowych pozycje 14 pp były silnie bombardowane przez lotnictwo niemieckie, poniesiono duże straty w poległych i rannych (poległ wówczas por. art. Wirgiliusz Lemański, dowódca plutonu artylerii piechoty). Po odprawie 10 września podjęto przygotowania do wykonania nocnego marszu ubezpieczonego w kierunku rzeki Bzury, w bocznej kolumnie 4 DP, i wejścia pułku do walki.

#### Udział w bitwie nad Bzurą
Zgrupowanie ppłk. dypl. Brayczewskiego ok. godz. 22.30 podjęło marsz w dwóch kolumnach w kierunku przeprawy przez Bzurę we wsi Sobota. Jako rozpoznanie osi marszu kolumn pułku maszerowała kompania zwiadowców 14 pp. W kolumnie głównej pułku: III/14 pp, I/14 pp i II/4 pal. W kolumnie bocznej: II/14 pp, pułk Obrony Narodowej ppłk. Bohdana Sołtysa (w składzie batalionu ON „Brodnica” i batalionu ON „Jabłonowo” z baterią 7/4 pal), 81 komp. km i br. tow., 4 dac i 4 batalion saperów. 11 września ok. godz. 5.00  kompania zwiadowców rozpoznawała rejon dworu Sobota i folwarku Przesławice, o godz. 6.30 została ostrzelana silnym ogniem broni maszynowej z dworu Walewice. Obie kolumny zgrupowania ppłk. dypl. Brayczewskiego dotarły do Soboty i do północnego brzegu Bzury. Rozkazem dowódcy 4 DP ppłk dypl. Włodzimierz Brayczewski otrzymał zadanie opanowania dworu Walewice. O godz. 7.30 batalion III/14 pp, ze wsparciem baterii 4/4 pal, na wysokości dworu Sobota sforsował Bzurę i podjął natarcie na dwór Walewice. O godz. 8.00 natarcie III batalionu zaległo w ostrzale broni maszynowej ze wsi Walewice, a batalion poniósł duże straty osobowe. Na wysokości dworu Zakrzew sforsował Bzurę I/14 pp, który zajął podstawy wyjściowe do natarcia we wsi Marywil Dolny. O godz. 10.00 4 i 6 baterie 4 pal dokonały ześrodkowania ogniowego na wieś i dwór Walewice. Oba bataliony wykonały natarcie, w wyniku którego zdobyły wieś Walewice. Dalsze natarcie w kierunku dworu Walewice z dużymi stratami zaległo nad rzeczką Mrogą. Ppłk dypl. Brayczewski wprowadził do walki bataliony: II/14 pp, ON „Brodnica” i 81 samodz. komp. km i br. tow. Dywizjony: 4 dac i II/4 pal, ze stanowisk ogniowych w rejonie lasu Sobota, wykonały artyleryjskie przygotowanie natarcia. O godz. 12.00 I/14 pp i batalion ON „Brodnica” z 81 samodz. komp. km i br. tow. sforsowały Bzurę w rejonie dworu Sobota i przeszły po groblach stawów Przesławice. Następnie zaatakowały folwarki Przesławice i Piotrowice i po walce zdobyły je. Natarcie oskrzydlające obu batalionów i batalionu I/67 pp (wprowadzonego z odwodu dowódcy piechoty dywizyjnej 4 DP) wyszło na tyły obrony niemieckiej we dworze Walewice (od strony Bielaw), powodując polepszenie sytuacji atakujących oddziałów. Broniący dworu Walewice niemiecki II batalion 20 pp w walce wycofał się. O godz. 14.00 I i III bataliony 14 pp zajęły dwór Walewice. Podczas walki o folwark Przesławice ranny w nogę został dowódca 14 pp ppłk dypl. Włodzimierz Brayczewski, poległo też 80 żołnierzy pułku. Po ewakuacji ppłk. Brayczewskiego do szpitala na dowódcę pułku wyznaczony został, rozkazem dowódcy dywizji, ppłk Bohdan Sołtys. 14 pp podjął dalsze natarcie w kierunku wsi Gaj i Piotrowice. Zatrzymał się wieczorem i zajął pozycje obronne: I batalion i kompania zwiadowców we wsi Gaj, II batalion we wsi Wojewodza, III batalion i batalion ON „Jabłonowo” na północnym skraju wsi Gaj, batalion ON „Brodnica” w pobliżu wsi Chruślin, a 81 samodz. kompania km i br. tow. w rejonie wsi Bielawy.
12 września o godz. 5.00, zgodnie z rozkazem dowódcy 4 DP, 14 pp przegrupował się w kierunku lasu Stanisławów, gdzie zajął o godz. 7.00 stanowiska obronne:  II/14 pp południowy skraj lasu Stanisławów, III/14 pp wschodni skraj lasu Stanisławów, batalion ON „Jabłonowo” północno-wschodni skraj lasu Stanisławów. I/14 pp, batalion ON „Brodnica” oraz plutony specjalne stały jako odwód w folwarku Stanisławów. W rejonie wsi Podlas III batalion stoczył potyczkę z pododdziałem niemieckiej piechoty, wykonującym stanowiska obronne 400 m od pozycji batalionu, który w wyniku wymiany ognia wycofał się. Kompania zwiadowców rozpoznawała w kierunku wsi Domaniewice. O godz. 19.30 do dalszego natarcia przystąpił 14 pp siłami II i I batalionów ze wsparciem II/4 pal. Natarcie pułku po dojściu w rejon wsi Sapy i Strzebieszew nawiązało kontakt ogniowy z oddziałami niemieckiej piechoty. III batalion z dwoma batalionami ON pozostał na stanowiskach wyjściowych na skraju lasu Stanisławów. Z uwagi na zmianę planów operacyjnych w dowództwach Armii „Poznań” i  Armii „Pomorze”, natarcie 4 DP wstrzymano. Wracający od dowódcy zgrupowania uderzeniowego dywizji płk dypl. Rawicz-Mysłowski, wraz z szefem sztabu, kpt. dypl. Łado Macharadze, zginęli w samochodzie po wjechaniu na minę. Rozkaz do powrotu otrzymał I/14 pp i zawrócił do lasu Stanisławów. Rozkaz nie dotarł do II/14 pp, który związał się walką i zdobył wsie Sapy i Strzebieszew. Celem powiadomienia batalionu o odwrocie, wyjechał do niego ppłk Bohdan Sołtys, który poległ zastrzelony przez niemieckiego dywersanta we wsi Sapy. Około północy, walczący bez wsparcia, II batalion wycofał się z walki i dołączył do reszty pułku, ponosząc w samotnej walce duże straty.
Rano 13 września dowodzenie 14 pp przejął mjr Jan Łobza, a dowództwo II batalionu objął kpt. Antoni Berger. 14 pułk piechoty wraz z batalionem ON „Brodnica”, II oraz III dywizjonami 4 pal, pomaszerował na przeprawę przez Bzurę w Sobocie, którą osiągnął o godz. 12.00. Po krótkim odpoczynku w lesie Ostoja, pułk zajął obronę północnego brzegu Bzury na odcinku Sobocka Wieś-Sobota. Obronę nad rzeką objęły II i III bataliony oraz batalion ON „Brodnica” dodatkowo wzmocniony 3 kompanią strzelecką. Odwód stanowił I batalion i plutony pułkowe. Przed północą dowództwo 4 DP objął płk Józef Werobej, a funkcję szefa sztabu kpt. dypl. Jan Pękalski. W nocy 13/14 września I batalion wykonał marsz przez Strugienice do wsi Ostrów, gdzie dołączył do 67 pp, który miał prowadzić natarcie przez Bzurę. O godz. 8.00 14 września I/14 pp wykonał natarcie na wieś Pilaszków, którą zdobył. Następnie podjął dalsze natarcie na Jamno, które o godz. 17.30 przyniosło powodzenie i doprowadziło do zdobycia również Łowicza Podduchownego. Wieczorem 14 pp bez I batalionu, z batalionem ON „Brodnica” i ze wsparciem I i II dywizjonów 4 pal zorganizował obronę północnego brzegu Bzury od Sobockiej Wsi do Strugienic. Z uwagi na rezygnację z dalszej walki na zachód od Łowicza 4 DP, batalion I/14 pp i batalion ON „Jabłonowo” nocą 14/15 września wycofano za Bzurę do odwodu dowódcy 14 pp. 15 września pułk przebywał w obronie, znajdując się pod ciągłym ostrzałem artylerii niemieckiej. Przed wieczorem nad Bzurą stanowiska obronne 63 pp, na odcinku Szymanowice-Małszyce, przejął wprowadzony do I rzutu obrony I batalion 14 pp.
16 września o godz. 5.00 ubezpieczenia III batalionu i batalionu ON „Brodnica” zostały odrzucone z południowego brzegu Bzury, przez oddziały niemieckiej 24 DP. O godz. 6.00 piechota niemiecka ze wsparciem artylerii prowadziła natarcie na odcinku od Urzecza do Strugienic. Natarcie niemieckie przełamało obronę 8 kompanii strzeleckiej i uchwyciło przyczółek na północnym brzegu Bzury, zajmując zachodni skraj wsi Urzecze. Podczas walki zaginął dowódca 8 kompanii kpt. Wacław Fabijanowski. Dalsze natarcie niemieckie opanowało wieś Wierznowice, wypierając z niej batalion ON „Brodnica”, który wycofał się do Bogorii Dolnej. III/14 pp zmuszony był wycofać się do Bogorii Górnej. Efektywnego wsparcia udzielił w walce dywizjon II/4 pal. O godz. 9.00 do wykonania kontrataku z rejonu Bogorii wyznaczono odwodowy batalion ON „Jabłonowo” oraz oba dotychczas walczące w Bogoriach bataliony. Kontratak pomimo wsparcia artylerii doszedł do wzg. 95 i zaległ w ogniu niemieckiej obrony. Po nieudanym kontrataku bataliony wycofały się na stanowiska obronne w Bogorii Dolnej. Bataliony poniosły duże straty w poległych i rannych. Natarcie niemieckich 31 i 32 pułków piechoty z 24 DP na pododdziały 14 pp doprowadziło do zdobycia i obsadzenia przyczółku oraz poszerzenia wyłomu. Po godz. 7.00 została wyparta placówka II batalionu ze Strugienickiego Młyna, a następnie 5 kompania strzelecka na południowe skraje wsi Strugienice. W trakcie tej walki poległ por. Henryk Karasiewicz. Następnie niemiecka piechota o godz. 9.00 w natarciu osiągnęła część Starej Wsi, na styku obrony I i II batalionu. Broniąca tego rejonu 1 kompania strzelecka wycofała się do wsi Zagaj. Zdobycie przez niemiecką piechotę z 31 pp drugiego przyczółka, doprowadziło do dwustronnego oskrzydlenia II batalionu i otwarcia luki w kierunku wsi Wyborów i Ruszki koło Zdun. Pomimo wsparcia I/4 pal w godzinach popołudniowych piechota niemiecka wyparła 5 kompanię ze Strugienic, która wycofała się do Jackowic. Pozostała część II batalionu zmuszona została do wycofania się do Zdun. W Zdunach II batalion wzmocniła 81 samodz. kompania km i br. tow., ostatni odwód dowódcy PD 4 DP – płk. dypl. Tadeusza Lubicz-Niezabitowskiego. W tym samym czasie I batalion został przez pododdziały niemieckiego 31 pp zepchnięty do toru kolejowego w rejonie Szymanowic. Po godz. 14.30 wyłom w obronie 4 DP i wypartego ze swojej linii obrony 14 pp, zamknął 67 pp z odwodu GO gen. Bołtucia, wsparty przez 4 dac i I/4 pal. Dodatkowo wprowadzone zostały do walki, jako wsparcie piechoty, z odwodu armii dwa pociągi pancerne: nr 14 „Paderewski” i nr 11 „Danuta”. Silny ostrzał obu pociągów pancernych w sposób znaczący powstrzymał pościg oddziałów z niemieckiej 24 DP, za 14 pp. Pod osłoną 67 pp i I/4 pal, resztki II i III batalionów 14 pp i batalionów ON „Brodnica” oraz ON „Jabłonowo” sforsowały pod ostrzałem niemieckim rzekę Słudwię i ok. godz. 20.00 zbierały się w rejonie Złakowa Borowego. Koncentrację pozostałości 14 pp osłaniała kawaleria dywizyjna 4 DP. W trakcie walk 16 września pułk poniósł ciężkie straty osobowe i w uzbrojeniu. Poległo ponad 120 żołnierzy, rannych na polu walki zostało ponad 200 żołnierzy. Duża grupa odłączyła się od pułku, po czym dostała się do niewoli (między innymi dowódca II batalionu kpt. Antoni Berger i dowódca 2 kompanii ckm por. Zygmunt Buczyński). W momencie wymarszu sam pułk liczył ok. 500 żołnierzy. W nocy 16/17 września pozostałości 14 pp (bez I batalionu) wraz z batalionami ON, na rozkaz gen. dyw. Władysława Bortnowskiego, podjęły marsz z siłami głównymi 4 DP przez Sokołów, Kochanków i Wituszę, w rejon wsi Brzezia i Aleksandrów.
17 września rano pułk i batalion ON „Jabłonowo” dotarły do Wituszy-Poprzeczki, gdzie nastąpił odpoczynek. W trakcie postoju pułk znajdował się pod ciągłym ostrzałem nękającym artylerii niemieckiej oraz był celem nalotów lotnictwa niemieckiego. Ok. godz. 13.00 pozostałość 14 pp przeszła do lasów Aleksandrów, gdzie ponownie stała się obiektem ataków lotnictwa niemieckiego, ponosząc dalsze straty. Część pododdziałów rozproszyła się i nie dołączyła do macierzystego pułku. W lesie Aleksandrów, gdzie miała nastąpić reorganizacja armii „Pomorze", dokonano reorganizacji resztek pułku, które liczyły ok. 370-400 żołnierzy. Rozwiązano II batalion, a wszystkich dostępnych żołnierzy włączono w skład III batalionu. O godz. 18.00 14 pułk piechoty (praktycznie III batalion) z resztkami batalionu ON „Jabłonowo”, jako straż przednia 4 DP, rozpoczął marsz w kierunku lasów na północ od Białej Góry. Maszerowano przez wsie Brzeziny, Jamno i Iłów, który palący się i zatłoczony taborami pułk przekroczył przed północą. Za Iłowem dołączył do pułku I batalion, który wycofał się inną trasą, tracąc w walkach odwrotowych, bombardowaniach i marszu kolejnych żołnierzy. Liczył on tylko 150 żołnierzy. Dalszy marsz poprzez Miękinki, Łaziska, Budy Stare, gajówkę Radziwiłka doprowadził pułk do celu, o godz. 6.00 18 września. Od Iłowa pułk był bombardowany i poniósł następne straty osobowe (poległ wówczas ppor. Franciszek Karabanik, dowódca I plutonu 5 kompanii strzeleckiej). O godz. 7.00 14 pp otrzymał rozkaz przeprowadzenia natarcia na niemiecki oddział, który pojawił się na skraju lasu majątku Ruszki. Natarcie pułku doprowadziło do zdobycia wzgórza na południowy wschód od Bud Starych oraz odrzucenia niemieckiego oddziału za szosę Sochaczew-Wyszogród. O godz. 8.00 niemiecka piechota ze wsparciem artylerii wykonała kontratak, odparty przez 14 pp. Silny ogień niemieckiej artylerii i broni maszynowej zmusił resztki pułku do wycofania się w rejon gajówki Radziwiłka. Wówczas nastąpił podział i rozproszenie się resztek 14 pp, poległ wtedy por. Kazimierz Szmelcer (dowódca plutonu pionierów). Do gajówki dotarła większość pozostałości 14 pp z mjr. Józefem Rodzeniem, reszta wraz z mjr. Janem Łobzą i mjr. Piotrem Kundą oddaliła się w nieznanym kierunku. Resztki grupy mjr. Rodzenia pozostały w północno-zachodniej części lasu zbierając rozproszonych żołnierzy, wyznaczone patrole toczyły potyczki z niemieckimi patrolami oraz rozpoznawały okoliczny teren. O godz. 19.00 18 września resztki 14 pp wraz z resztkami 4 DP, pod dowództwem płk. Werobeja, podjęły marsz w stronę wsi Kamion poprzez Radziwiłkę i Młodzieszynek.
19 września o godz. 4.30 pozostałości 4 DP osiągnęły Kamion, a o godz. 5.00 67 pp podjął natarcie pomiędzy Witkowicami a wsią Łaźnia. Za nim przez Bzurę przeprawiły się pozostałości 63 pp. Resztki 14 pp stanowiły odwód. Po sforsowaniu Bzury natarcie doszło na wysokość wsi Piaseczno i Górki, gdzie utknęło w silnym ostrzale. Gen. Bołtuć poprowadził natarcie części resztek 14 pp na południe od Górek. Natarcie to przyniosło powodzenie i resztki 14 pp z gen. Botuciem przedarły się do Puszczy Kampinoskiej, pomiędzy wsiami Górki a Hilarów. Druga część resztek 14 pp z mjr. Rodzeniem dołączyła ok. godz. 9.00 do grupy płk. dypl. Lubicz-Niezabitowskiego, z którą usiłowała przebić się do puszczy pod wsią Kromnów. Jej natarcie zatrzymało się jednak w silnym ostrzale niemieckiej broni maszynowej. Poległ mjr Józef Rodzeń, a pozostali żołnierze grupy wraz płk. Lubicz-Niezabitowskim dostali się do niemieckiej niewoli. Grupa żołnierzy 14 pp z mjr. Piotrem Kundą, po walce pod Budami Starymi, przedarła się do puszczy wraz z pułkiem zbiorczym Pomorskiej Brygady Kawalerii i dywizjonem I/16 pułku artylerii lekkiej.

#### Walki w Puszczy Kampinoskiej
20 września w nocy mjr Piotr Kunda wraz ze swoją grupą 14 pp i I dywizjonem 16 pal odłączył się od pomorskich kawalerzystów. O świcie dołączył do grupy gen. Bołtucia, gdzie podporządkował sobie grupę żołnierzy 14 pp. O godz. 8.00 podjął marsz do Kazunia, wraz z kolumną gen. Mikołaja Bołtucia. W rejonie Kazunia gen. Bołtuć wieczorem rozpoczął tworzenie Zgrupowania „Palmiry”, w którym pododdział piechoty z żołnierzy 14 pp i innych rozbitków organizował mjr Piotr Kunda. W nocy 20/21 września przeprawił się przez Bzurę mjr Jan Łobza z grupą żołnierzy 14 pułku piechoty i innych rozbitków zebranych w ciągu dnia. Przed świtem 21 września na wschodnim brzegu Bzury, wraz z całą grupą mjr Łobza dostał się do niewoli niemieckiej. Tego dnia mjr Kunda odtworzył z rozbitków 4 DP batalion zbiorczy 14 pp. 22 września Zgrupowanie „Palmiry” pod dowództwem gen. bryg. Mikołaja Bołtucia podjęło próbę przebicia się do Warszawy. Szosą Palmiry-Łomianki-Warszawa przebijała się kolumna złożona z resztek 4 DP z batalionem zbiorczym 14 pp na czele. Batalion 14 pułku piechoty przełamał pierwszą linię obrony niemieckiej 18 DP w Łomiankach i dotarł w rejon kościoła w środku wsi. W trakcie dalszej walki całe zgrupowanie zostało otoczone. Doszło do ciężkich walk, w tym wręcz. Zmasowany ogień niemieckiej broni maszynowej, moździerzy i artylerii przyczynił się do wielkich strat zgrupowania. Zacięte walki trwały do późnych godzin popołudniowych. Poległ gen. bryg. Mikołaj Bołtuć, mjr Piotr Kunda i wielu żołnierzy, w tym z 14 pp. Pozostali dostali się do niewoli.
Według Jerzego Wultańskiego, 17 września 1939 r. dowódcą pułku został mianowany mjr Michał Lipcsey-Steiner.

### Oddział Zbierania Nadwyżek 14 pułku piechoty w kampanii wrześniowej
Zgodnie z planem mobilizacyjnym dowódcą Oddziału Zbierania Nadwyżek 14 pp został mjr Ludwik Wlazełko, pokojowy kwatermistrz (II zastępca dowódcy) pułku. Po wybuchu wojny nadwyżki 14 pp (liczące wówczas 17 oficerów i 868 szeregowców) pozostały początkowo w koszarach. Było to wynikiem decyzji gen. bryg. Mikołaja Bołtucia, popartej przez Sztab Główny WP (zgodnie z planem mobilizacyjnym nadwyżki te miały być bowiem odesłane do Ośrodka Zapasowego 4 DP w Rzeszowie). W dniu 6 września 1939 r. na czele OZN 14 pp liczącego 2000 ludzi mjr Wlazełko wyruszył do Warszawy (wymarsz nastąpił o godzinie 21:00). Maszerujący oddział podzielony został na dwa bataliony – dowódcą pierwszego został kpt. Józef Tkaczyk, a dowódcą drugiego kpt. Antoni Bogucki (obydwaj byli komendantami Przysposobienia Wojskowego). Oddział maszerował po trasie Duninów, Łąck, Gąbin, Sanniki, Iłów do Kazunia, który osiągnięto 12 września. Po przejściu Wisły przez most w Modlinie, dalszy marsz kontynuowano przez Nowy Dwór do Zielonki. W trakcie marszu kolumna oddziału kilkakrotnie była atakowana przez lotnictwo niemieckie. Z Zielonki oddział pomaszerował do Mińska Mazowieckiego, skąd z uwagi na groźbę ataku wojsk niemieckich podjęto marsz w kierunku Garwolina. Przed miastem ubezpieczenia oddziału zostały ostrzelane przez niemieckie patrole. OZN 14 pp zawrócił do Warszawy. Do stolicy zgrupowanie dotarło w dniu 15 września. Na miejscu z grupy tej zorganizowano Oddział Pozostałości 14 pp, którego dowódcą został mjr Ludwik Wlazełko. Oddział ten wszedł w skład Armii „Warszawa” i brał udział w obronie stolicy aż do jej kapitulacji (stacjonował jeden dzień w Cytadeli, a następnie w Szkole Żeńskiej przy ul. Nowolipki). 20 września żołnierzy z tego oddziału przydzielono do różnych jednostek, większość z nich trafiła do 79 pułku piechoty z 20 Dywizji Piechoty (wśród nich byli ppor. Józef Karasiński, ppor. rez. Apolinary Jędrzejewski i ppor. rez. Zygmunt Kopczyński). Na dzień 29 września 1939 r. stanowisko dowódcy Oddziału Zbierającego Nadwyżki 14 pułku piechoty piastował kpt. Józef Tkaczyk.

#### W składzie OZ 4 DP
30 sierpnia 1939 r. wyjechał z Włocławka do Rzeszowa por. rez. Dominik Radecki z zadaniem przyjmowania oficerów rezerwy i przygotowania kwater dla nadwyżek 14 pułku piechoty. Był on najstarszym rangą oficerem włocławskiego pułku, który znalazł się w tym zapasowym (rzeszowskim) garnizonie 14 pp. W Rzeszowie zebrało się wkrótce około 55 oficerów, podchorążych, podoficerów i strzelców mających przydział mobilizacyjny do 14 pułku piechoty (w tym podporucznicy rezerwy: Bogusław Ojrzyński, Roman Paradowski i Czesław Trybulski). Zajęli oni opuszczone koszary przy dworcu. Żołnierze byli nieuzbrojeni i nieumundurowani albowiem, w myśl wydanych we Włocławku wytycznych, wyposażenie miała zapewnić komenda garnizonu Rzeszów. Z kolei w Rzeszowie twierdzono, że wyposażenie nadejdzie wraz z nadwyżkami z Włocławka (III rzut pułku), który nigdy jednakże do miasta nad Wisłokiem nie dotarł. Przez ten czas wyżywienie „czternastakom” zapewniał Ośrodek Zapasowy 4 DP wywodzący się z 67 pułku piechoty pod dowództwem mjr. Jana Wrony (jego zastępcą był major Henryk Krajewski – dowódca OZN 67 pp). Zgromadzone w Rzeszowie grupy żołnierzy z 14 pp i 63 pułku piechoty złączone zostały, przez ppor. Kowalczyka działającego z rozkazu dywizji jako kwatermistrz, w ramach Ośrodka Zapasowego 4 Dywizji Piechoty. W dniu 10 września nastąpił załadunek i oddziały skierowane zostały transportem kolejowym przez Jarosław, w kierunku na Przemyśl. Po dotarciu do Przemyśla oddział żołnierzy z 14 pp (około 50 osób) został uzbrojony i umundurowany, a po trzydniowym odpoczynku otrzymał rozkaz wymarszu przez Lwów do Nadwórnej. Poprzez Janów dotarł w dniu 16 września do wsi Rzęsna Ruska, którą zdobyto po ataku znajdujących się w tej okolicy wojsk polskich, zorganizowanych doraźnie w bataliony. Udział w tym natarciu wziął również oddział z 14 pułku piechoty pod dowództwem por. rez. Dominika Radeckiego. 18 września zgrupowanie 14 pp osiągnęło Brzuchowice, gdzie napotkano gen. broni Kazimierza Sosnkowskiego, który wydał oficerom rozkaz prowadzenia regulacji ruchu (wykonali go por. rez. Radecki, ppor. rez. Ojrzyński oraz ppor. rez. Warych). Tutaj też otrzymano nakaz zaprzestania dalszych zorganizowanych działań (od tej pory należało podejmować próby przebicia się do Lwowa na własną rękę). Sześcioosobowa grupa żołnierzy (por. rez. Radecki, ppor. Kowalczyk, ppor. rez. Ojrzyński, ppor. rez. Warych i dwóch strzelców) skierowała się zatem na Lwów, jednakże wobec nasycenia terenu wojskami nieprzyjaciela zmuszona została do zmiany obranego kierunku. Zdecydowano się wówczas na próbę przekroczenia południowej granicy Polski, lecz w dniu 23 września 1939 r. w okolicach Janowa, ta grupka żołnierzy 14 pułku piechoty dostała się do niemieckiej niewoli.

### Komenda Przysposobienia Wojskowego przy 14 pułku piechoty w kampanii wrześniowej[g]
W początkowych dniach września 1939 roku Komenda Przysposobienia Wojskowego we Włocławku sformowała ze zgłaszających się ochotników – junaków batalion PW, który przeznaczony został do służby pomocniczej. Batalion zakwaterowano w budynku przy ulicy Łęgskiej 20, w którym przed wojną swoją siedzibę miały Szkoła Podstawowa Nr 5 i Szkoła Zawodowa Dokształcająca. Dowódcą batalionu został major w st. sp. Aleksander Zabłocki, adiutantem por. rez. Mieczysław Sławiński, a dowódcami kompanii por. rez. Stanisław Lewicki i por. rez. Józef Mielczarek. Stanowiska dowódców plutonów w kompanii por. Lewińskiego zajmowali por. rez. Jan Domanowski i ppor. rez. Kazimierz Sypniewski. Początkowo kompania por. Lewickiego odbywała ćwiczenia przy ulicy Dobiegniewskiej. 6 września kompania por. Mielczarka odeszła z zadaniem eskortowania podejrzanych osobników, a dzień później kompania por. Lewickiego wymaszerowała z miasta do Ośrodka Zapasowego w Sannikach, celem odprowadzenia 100 koni pobranych do wojska. Kompania ta kierując się na Kowal, Łąck i Gąbin dotarła do Sannik, gdzie jednakże nie napotkano już żadnych jednostek Wojska Polskiego. Następnie przez Sochaczew, Tułowice, Kazuń, Modlin i Nowy Dwór oddział ten podążył do Jabłonny. Ochotniczy batalion włocławskiego Przysposobienia Wojskowego dotarł do Warszawy i wziął udział w jej obronie.
Kampania wrześniowa 1939 roku położyła kres istnieniu pułku, ponieważ ani w Polskich Siłach Zbrojnych, ani w Armii Krajowej pułku nie odtworzono.

## Żołnierze pułku

### Dowódcy pułku
Dowódca pułku kierował osobiście szkoleniem oficerów i był odpowiedzialny za gotowość bojową, całokształt wyszkolenia, służbę gospodarczą i wewnętrzną pułku.
- por. Ignacy Misiąg (27 X – 1 XI 1918[59] )
- ppłk Wiktor Jarosz-Kamionka (1 XI 1918 – 7 VII 1919[59]  → dowódca VII BP)
- ppłk Wacław Fara (8 VII 1919 – 1 IV 1920[59]  → dowódca II Brygady Górskiej)
- mjr Alfred Kawecki (2 IV – 2 VIII 1920[59] )
- mjr Ignacy Misiąg (3 VIII – 28 IX 1920[59] )
- ppłk Stefan Iwanowski (29 IX – 26 X 1920[59] )
- mjr / płk piech. Ignacy Misiąg (27 X 1920 – 20 VI 1933 → szef Biura Personalnego MSWojsk[60].)
- ppłk / płk piech. Franciszek Sudoł (20 VI 1933[60] – V 1939 → dowódca Kaliskiej Brygady ON)
- ppłk piech. Władysław Dzióbek (p.o. 17 V 1939 – VII 1939)[61]
- ppłk dypl. Włodzimierz Brayczewski (VII – 11 IX 1939[57])
- ppłk Bohdan Sołtys (11 – 12 IX 1939[57])
- mjr Jan Łobza (13 – 18 IX 1939[57])

### Zastępcy dowódcy pułku
13 czerwca 1922 roku Minister Spraw Wojskowych zniósł dotychczasowe stanowisko referenta wyszkolenia pułku piechoty i ustanowił etatowe stanowisko zastępcy dowódcy pułku zaszeregowanego do stopnia podpułkownika, wyznaczanego przez Ministra Spraw Wojskowych. Zakres działania zastępcy dowódcy określał dowódca pułku, przed którym był on całkowicie odpowiedzialny. W 1938 roku zmieniona została nazwa stanowiska na „I zastępca dowódcy”. W organizacji wojennej pułku nie było stanowiska zastępcy dowódcy.
- mjr piech. Józef Kozieradzki[l] (p.o. 22 VII 1922 – 23 I 1925 → zastępca dowódcy 10 pp[63])
- ppłk Leon Grot (15 VIII 1925 – 20 II 1928 → dowódca 31 pp)
- ppłk Franciszek Sudoł (1928 – 22 VI 1933 → dowódca 14 pp)
- ppłk piech. Hugo Korneliusz Mijakowski (23 VI 1933[64] – X 1935)[65][66]
- ppłk dypl. Adam Werschner (X 1935 – 20 VII 1937 → dowódca 50 pp)
- ppłk piech. Władysław Dzióbek (14 VIII 1937 – 31 VIII 1939 → dowódca 144 pp rez.)

### Kwatermistrzowie
W latach 1921–1923 zastępcą dowódcy pułku i jego pomocnikiem w zakresie służby administracyjno-gospodarczej był dowódca batalionu sztabowego. W 1924 roku w nowej organizacji pokojowej pułku piechoty, utworzono stanowisko kwatermistrza, a zlikwidowano batalion sztabowy i stanowisko dowódcy tego pododdziału. 1 kwietnia 1938 roku stanowisko kwatermistrza zostało zamienione na stanowisko II zastępcy dowódcy (zastępcy dowódcy do spraw gospodarczych). W 1939 roku w organizacji wojennej pułku było ponownie stanowiskiem kwatermistrza.
- mjr piech. Bogumił Brzeziński[m] (10 VII 1922 – 18 II 1927 → praktyka poborowa w PKU Bydgoszcz[68][69][70][71])
- mjr piech. Józef Kostko[n] (23 V 1927[72] – 1928)
- mjr piech. Mikołaj Świderski (6 VII 1929[73] – 31 III 1930 → kierownik I Referatu PKU Sambor[74])
- mjr piech. Stanisław Pietrzyk (31 III 1930 – 9 XII 1932 → dowódca baonu[75])
- mjr piech. Aleksander Fiszer (9 XII 1932[75] – 7 VI 1934 → dowódca baonu[76])
- mjr piech. Aleksander I Zabłocki (od 7 VI 1934[76] – 23 IV 1938)
- mjr Ludwik Franciszek Wlazełko (24 IV 1938 – VIII 1939 → dowódca Ośrodka Zapasowego 14 pp)
- kpt. Ignacy Alejski (1-2 IX 1939)
- kpt. Stefan Spychalski (2-8 IX i od 17 IX 1939)[77]
- kpt. adm. (piech.) Jan Alfred Wojciech Fleischmann (8-17 IX 1939)

### Oficerowie i żołnierze
- ppłk lek. Ewaryst Wąsowski
- mjr dypl. Jan Radoliński
- mjr Adam Wilczyński
- mjr Julian Czubryt
- mjr Stefan Dwornik
- mjr Władysław Żwański
- mjr Marian Dzierzbicki
- mjr Bronisław Brągiel
- kpt. dypl. Józef Olędzki
- kpt. Mieczysław Czyżewicz
- kpt. Antoni Iglewski
- kpt. Kazimierz Sablik
- kpt. Tadeusz Czeszejko-Sochacki
- kpt. Eugeniusz Maskowicz
- kpt. rez. Juliusz Kaden-Bandrowski
- kpt. Mieczysław Tubilewicz[o]
- por. Aleksander Janisz
- por. Wacław Miciński
- por. Jan Herman
- por. Stanisław Miro Maskowicz
- por. Jan II Stroiński[p]
- por. lek. Karol Zawisza[q]
- ppor. rez. Feliks Steinhagen
- ppor. rez. Leon Wiewiórski
- chor. Jan Zarębski
- st. sierż. Kazimierz Domeradzki
- st. sierż. Jan Stasiak
- st. sierż. Jan Urbański

### Obsada dowódców batalionów i dowódców kadr w dniu 10 lipca 1922 roku
Obsada zatwierdzona rozporządzeniem Ministra Spraw Wojskowych gen. dyw. Kazimierza SosnkowskiegoDz. Pers. MSWojsk. ↓, Nr 22 z 22 VII 1922, s. 546.
- mjr Adam Haberling (komendant Kadry Batalionu Zapasowego)
- mjr Bogumił Brzeziński (dowódca batalionu sztabowego)
- p.o. kpt. Mikołaj Świderski (dowódca II batalionu)
- p.o. kpt. Henryk Skokowski[s] (dowódca III batalionu)
- p.o. kpt. Władysław Feliks Kański (dowódca I batalionu)

### Obsada stanowisk dowódczych pułku w maju 1925 roku
Obsada zatwierdzona rozporządzeniem Ministra Spraw Wojskowych gen. dyw. Władysława Sikorskiego.
- dowódca pułku – ppłk Ignacy Misiąg[79]
- zastępca dowódcy pułku – vacat
- kwatermistrz – mjr Bogumił Brzeziński
- dowódca I batalionu – mjr Julian Czubryt
- dowódca II batalionu – mjr Mikołaj Świderski
- dowódca III batalionu – mjr Adolf Runc

### Obsada personalna w 1930 roku
Obsada personalna i struktura organizacyjna na dzień 16 września 1930 roku:
Dowództwo
- dowódca pułku – płk Ignacy Misiąg
- zastępca dowódcy – ppłk Franciszek Sudoł
- adiutant – kpt. Marian Matera
- oficer mobilizacyjny – kpt. Ludwik Wlazełko
- oficer taborowy – kpt. Jan Kowalczuk
- kapelmistrz – kpt. Piotr Wittman
- naczelny lekarz – por. lek. Zygmunt Pukianiec

Kwatermistrzostwo
- kwatermistrz – mjr Stanisław Pietrzyk
- oficer materiałowy – kpt. Józef Tkaczyk
- zastępca oficera materiałowego – chor. Jan Zarębski
- oficer ewidencyjny – kpt. Ignacy Alejski
- oficer płatnik – por. Kazimierz Łukomski[u]
- oficer żywnościowy – por. Czesław Majewski

Batalion szkolny
- dowódca – mjr dypl. Leon Bączkiewicz
- dowódca kompanii szkolnej i strzeleckiej – kpt. Stanisław Trojan (na szkoleniu), p.o. – por. Walenty Węgrzyn
- młodszy oficer – ppor. Stefan Wójcik
- młodszy oficer – ppor. Józef Stawicki[v]
- młodszy oficer – ppor. Dyonizy Puliński
- dowódca kompanii szkolnej k.m. – kpt. Mieczysław Sanak
- młodszy oficer – por. Wacław Fabijanowski
- młodszy oficer – ppor. Józef Minkina
- dowódca 1 kompanii KOP – por. Konstanty Biesiekierski[w]
- młodszy oficer – ppor. Teodor Laskowski[x]
- młodszy oficer – ppor. Jan Wiśniewski[y]
- dowódca 2 kompanii KOP – por. Władysław II Stefanowicz[z]
- młodszy oficer – ppor. Władysław Szelepin
- młodszy oficer – ppor. Kazimierz Jaklewicz
- młodszy oficer – chor. Józef Motyka

I batalion
- dowódca batalionu – mjr Aleksander Fiszer
- adiutant – por. Czesław Majewski (niezależnie od dotychczasowych funkcji)
- dowódca 1 kompanii strzeleckiej – kpt. Jan Wilczak
- dowódca 2 kompanii strzeleckiej – por. Wiktor Jarocki
- dowódca 3 kompanii strzeleckiej – por. Józef Bańczak[aa]
- młodszy oficer – por. Franciszek Ptaszyński
- dowódca 1 kompanii ckm – kpt. Emil Zawisza
- młodszy oficer – por. Stefan Pawłowicz[ab]

II batalion
- dowódca batalionu – mjr Stanisław Brzeziński
- adiutant – por. Wacław Fabijanowski (niezależnie od dotychczasowych funkcji)
- dowódca 4 kompanii strzeleckiej – por. Bazyli Iwanuszka
- dowódca 5 kompanii strzeleckiej – por. Franciszek Kretkowski[ac]
- dowódca 6 kompanii strzeleckiej – kpt. Walenty Węgrzyn[ad]
- dowódca 2 kompanii ckm – kpt. Mieczysław Sanak (niezależnie od dowództwa kompanii szkolnej k.m.)

Pododdziały specjalne
- dowódca plutonu łączności – por. Roman Zawarczyński
- młodszy oficer – ppor. Józef Koziński
- dowódca plutonu pionierów – por. Antoni Bogucki
- dowódca plutonu artylerii piechoty – por. Józef Rodzeń

Drużyna dowódcy pułku
- dowódca drużyny – kpt. Jan Kowalczuk (jednocześnie oficer taborowy pułku)

Przysposobienie Wojskowe
- komendant obwodowy PW przy 14 pp – mjr Aleksander Zabłocki
- komendant miejski PW na miasto Włocławek – por. Zygmunt Beliczyński[ae]
- komendant powiatowy PW na powiat Lipno – por. Artur Lamecki
- komendant powiatowy PW na powiat Nieszawa – kpt. Mikołaj Pietrasz[af]

Na kursie
- ppor. Adam Kostrzewa[ag] (kurs aplikacyjny w Centrum Wyszkolenia Żandarmerii)[81]

### Obsada personalna w 1934 roku
Obsada personalna i struktura organizacyjna na dzień 17 września 1934 roku:
Dowództwo
- dowódca pułku – ppłk Franciszek Sudoł
- zastępca dowódcy – ppłk Hugo Mijakowski
- adiutant – kpt. Marian Matera[ah]
- starszy lekarz – kpt. Zygmunt Pukianiec
- młodszy lekarz – por. Stefan Żabicki[ai]
- kapelmistrz – kpt. Piotr Wittman

Kwatermistrzostwo
- kwatermistrz – mjr Aleksander Zabłocki
- oficer mobilizacyjny – kpt. Jan Fleischmann
- oficer materiałowy – kpt. Wiktor Jarocki
- płatnik – por. Stefan Spychalski
- zastępca oficera materiałowego – por. Franciszek Ptaszyński
- oficer żywnościowy – chor. Stanisław Pytel
- zastępca oficera mobilizacyjnego – chor. Jan Zarębski

Pododdziały specjalne
- dowódca kompanii administracyjnej – kpt. Emil Zawisza
- dowódca plutonu artylerii piechoty – por. Wacław Fabijanowski
- dowódca plutonu łączności – por. Józef Koziński
- dowódca plutonu pionierów – por. Stefan Wójcik

I batalion
- dowódca batalionu – mjr dypl. Wilhelm Paszkiewicz
- dowódca 1 kompanii strzeleckiej – kpt. Ignacy Alejski
- dowódca 2 kompanii strzeleckiej – por. Karol Holly
- młodszy oficer – por. Władysław Stepokura
- młodszy oficer – ppor. Zygmunt Buczyński
- dowódca 3 kompanii strzeleckiej – kpt. Michał Naziembło
- młodszy oficer – ppor. Stanisław Domagalski
- dowódca 1 kompanii km – por. Władysław Szelepin
- młodszy oficer – ppor. Czesław Omielanowicz

II batalion
- dowódca batalionu – mjr Aleksander Fiszer
- dowódca 4 kompanii strzeleckiej – por. Tadeusz Wroński[aj]
- dowódca 5 kompanii strzeleckiej – kpt. Józef Rodzeń
- młodszy oficer – ppor. Leonard Królak
- młodszy oficer – ppor. Marian Bartosiński
- młodszy oficer – ppor. Feliks Stawicki
- dowódca 6 kompanii strzeleckiej – kpt. Stanisław Kulik
- młodszy oficer – ppor. Mieczysław Kłosiński
- dowódca 2 kompanii km – kpt. Jan Stefan Witkowski
- młodszy oficer – por. Ryszard Jagiełło
- młodszy oficer – ppor. Lucjan Smolarczyk

III batalion
- dowódca batalionu – mjr Stanisław Pietrzyk
- dowódca 7 kompanii strzeleckiej – kpt. Mieczysław Teodorczyk
- młodszy oficer – ppor. Kazimierz Szmelcer
- młodszy oficer – ppor. Kazimierz Bączkowski
- młodszy oficer – ppor. Jan Kowalczyk
- młodszy oficer – ppor. Stanisław Straub
- dowódca 8 kompanii strzeleckiej – kpt. kontr. Bazyli Budzyłło
- młodszy oficer – por. Jan Grabiński[ak]
- młodszy oficer – ppor. Franciszek Iwański
- młodszy oficer – ppor. Edward Dorszewski
- młodszy oficer – ppor. Czesław Rolecki
- dowódca 9 kompanii strzeleckiej – por. Artur Lamecki
- dowódca 3 kompanii km – por. Józef Minkina

Na kursie
- por. Czesław Łabęcki (kurs w dęblińskim Centrum Wyszkolenia Oficerów Lotnictwa)[83]

### Obsada personalna w 1938 roku
Obsada personalna i struktura organizacyjna na dzień 16 marca 1938 roku:
Dowództwo
- dowódca pułku – ppłk Franciszek Sudoł
- zastępca dowódcy – ppłk Władysław Dzióbek
- adiutant – kpt. Antoni Berger
- naczelny lekarz – kpt. lek. Zygmunt Pukianiec
- młodszy lekarz – ppor. lek. Henryk Ługowski
- kapelmistrz – kpt. st. sp. Piotr Wittman[al]

Kwatermistrzostwo
- kwatermistrz – mjr Aleksander Zabłocki[am]
- oficer mobilizacyjny – kpt. Jan Fleischmann
- oficer administracyjno-materiałowy – kpt. Ignacy Alejski
- zastępca oficera mobilizacyjnego – kpt. Franciszek Ptaszyński
- płatnik – por. int. Stefan Spychalski
- oficer żywnościowy – chor. Stanisław Pytel

Pododdziały specjalne
- dowódca kompanii gospodarczej – por. tab. Franciszek Janusz Niesiołowski
- dowódca plutonu artylerii – kpt. Wacław Fabijanowski
- dowódca plutonu pionierów – kpt. Stefan Wójcik[an] (na kursie), p.o. – por. Lucjan Smolarczyk
- dowódca plutonu łączności – kpt. Karol Holly[ao]
- dowódca oddziału zwiadu – ppor. Antoni Krawczyk

I batalion
- dowódca batalionu – mjr Piotr Kunda
- dowódca 1 kompanii – por. Władysław Szelepin
- dowódca plutonu – ppor. Edward Dorszewski
- dowódca plutonu – ppor. Kazimierz Załęski
- dowódca 2 kompanii – kpt. Mieczysław Teodorczyk
- dowódca plutonu – ppor. Wojciech Balcerkiewicz
- dowódca plutonu – chor. Dymitr Lek
- dowódca 3 kompanii – por. Franciszek Iwański
- dowódca plutonu – ppor. Marian Bartosiński (na kursie)
- dowódca plutonu – ppor. Józef Gumiński
- dowódca 1 kompanii ckm – por. Stanisław Domagalski[ap]
- dowódca plutonu – por. Kazimierz Bączkowski (na kursie)
- dowódca plutonu – ppor. Franciszek Walewski

II batalion
- dowódca batalionu – kpt. Józef Rodzeń
- dowódca 4 kompanii – por. Dyonizy Puliński
- dowódca plutonu – ppor. Mieczysław Nejman
- dowódca plutonu – ppor. Wiktor Grotowski
- dowódca 5 kompanii – ppor. Feliks Stawicki (w zastępstwie od 25.01.1938 r.)
- dowódca plutonu – ppor. Feliks Matczyński
- dowódca 6 kompanii – kpt. Michał Naziembło
- dowódca plutonu – ppor. Stanisław Straub[aq]
- dowódca plutonu – ppor. Bolesław Meres
- dowódca 2 kompanii ckm – por. Władysław Wyczółkowski
- dowódca plutonu – por. Kazimierz Szmelcer (na kursie)
- dowódca plutonu – ppor. Czesław Rolecki

III batalion
- dowódca batalionu – kpt. Juliusz Ulatowski (p.o.)
- dowódca 7 kompanii – por. Mieczysław Zimnal
- dowódca plutonu – ppor. Jan Serafin
- dowódca plutonu – chor. Józef Motyka[ar]
- dowódca 8 kompanii – kpt. Bazyli Budzyłło[as]
- dowódca plutonu – ppor. Henryk Karasiewicz
- dowódca plutonu – ppor. Józef Karasiński
- dowódca 9 kompanii – kpt. Gerard Nowicki[at] (na kursie), p.o. – por. Zygmunt Buczyński
- dowódca plutonu – por. Jan Kowalczyk[au]
- dowódca 3 kompanii ckm – kpt. Józef Koziński
- dowódca plutonu – por. Czesław Omielanowicz[av] (na kursie)
- dowódca plutonu – ppor. Jan Przedlacki

Przysposobienie Wojskowe
- obwodowy komendant PW – kpt. Józef Tkaczyk
- powiatowy komendant PW Włocławek – kpt. Wiktor Jarocki
- powiatowy komendant PW Lipno – kpt. Antoni Bogucki
- powiatowy komendant PW Nieszawa – kpt. Artur Lamecki

### Obsada personalna w 1939 roku
| Stanowisko                                      | Stopień, imię i nazwisko                    | Przydział we wrześniu 1939                    |
| Dowództwo i kwatermistrzostwo                   | Dowództwo i kwatermistrzostwo               | Dowództwo i kwatermistrzostwo                 |
| ----------------------------------------------- | ------------------------------------------- | --------------------------------------------- |
| dowódca pułku                                   | płk Franciszek Sudoł                        | dowódca Kaliskiej Brygady ON                  |
| I zastępca dowódcy                              | ppłk Władysław Dzióbek                      | dowódca 144 pułku piechoty                    |
| adiutant                                        | kpt. Antoni Berger                          | dowódca kppanc 14 pp                          |
| starszy lekarz                                  | mjr dr Zygmunt Pukianiec                    | naczelny lekarz 14 pp                         |
| młodszy lekarz                                  | vacat                                       |                                               |
| II zastępca dowódcy                             | mjr Ludwik Wlazełko                         | dowódca OZN 14 pp                             |
| oficer mobilizacyjny                            | kpt. adm. (piech.) Jan Alfred Fleischmann   | oficer OZN 14 pp, I rzut 14 pp – kwatermistrz |
| zastępca oficera mobilizacyjnego                | kpt. Franciszek Ptaszyński                  | oficer OZN 14 pp                              |
| oficer administracyjno-materiałowy              | kpt. Ignacy Alejski                         | kwatermistrz 14 pp                            |
| oficer gospodarczy                              | kpt. int. Stefan Spychalski                 | oficer płatnik 14 pp                          |
| oficer żywnościowy                              | chor. Stanisław Pytel                       | chorąży OZN 14 pp (?)                         |
| Bataliony piechoty                              |                                             |                                               |
| dowódca I batalionu                             | mjr Piotr Kunda                             | dowódca I/14 pp                               |
| dowódca 1 kompanii                              | por. Władysław Teofil Szelepin              | oficer OZN 14 pp (?)                          |
| dowódca plutonu                                 | por. Edward Dorszewski                      | oficer II/1 pp KOP „Karpaty”                  |
| dowódca plutonu                                 | ppor. Kazimierz Załęski                     | dowódca 1 kompanii 14 pp                      |
| dowódca 2 kompanii                              | kpt. Mieczysław Roman Teodorczyk            | dowódca 2 kompanii bON „Starogard”            |
| dowódca plutonu                                 | chor. Dymitr Lek                            | dowódca plutonu ckm bON „Świecie”             |
| dowódca 3 kompanii                              | kpt. Mieczysław Marian Józef Zimnal         | dowódca 3 kompanii 14 pp                      |
| dowódca plutonu                                 | ppor. Ziemowit Antoni Kuniński              | oficer OZN 14 pp (?)                          |
| dowódca 1 kompanii ckm                          | por. Lucjan Smolarczyk                      | dowódca 1 kompanii ckm 14 pp                  |
| dowódca plutonu                                 | ppor. Wiktor Marian Grotowski               | dowódca plutonu 2 kompanii ckm 14 pp          |
| dowódca II batalionu                            | mjr Jan Piotr Łobza                         | dowódca II/14 pp                              |
| dowódca 4 kompanii                              | kpt. Dyonizy Puliński                       | dowódca 4 kompanii 14 pp                      |
| dowódca plutonu                                 | por. Mieczysław Nejman                      | dowódca 6 kompanii 14 pp                      |
| dowódca plutonu                                 | ppor. Jan Wojciech Balcerkiewicz            | oficer OZN 14 pp, d-ca 4 k. ckm 360 pp        |
| dowódca 5 kompanii                              | mjr Józef Rodzeń                            | dowódca III/14 pp                             |
| dowódca plutonu                                 | por. Henryk Karasiewicz                     | dowódca 5 kompanii 14 pp                      |
| dowódca plutonu                                 | ppor. Feliks Matczyński                     | dowódca 2 kompanii 14 pp                      |
| dowódca 6 kompanii                              | kpt. Michał Naziembło                       |                                               |
| dowódca plutonu                                 | ppor. Bolesław Wiktor Meres                 | oficer OZN 14 pp                              |
| dowódca plutonu                                 | ppor. Jan Serafin                           | oficer 144 pułku piechoty                     |
| dowódca 2 kompanii ckm                          | kpt. Władysław Walerian Wyczółkowski        | dowódca 81 kompanii km i broni towarzyszących |
| dowódca plutonu                                 | por. Czesław Franciszek Rolecki             | dowódca 3 kompanii ckm 14 pp                  |
| dowódca plutonu                                 | por. Franciszek Walewski                    | II adiutant 14 pp                             |
| dowódca III batalionu                           | mjr Juliusz Leon Ulatowski                  | dowódca III/36 pp                             |
| dowódca 7 kompanii                              | kpt. Mieczysław Czyżewicz                   | oficer sztabu piechoty dywizyjnej 44 DP Rez.  |
| dowódca plutonu                                 | ppor. Andrzej Jerzy Blomberg                | dowódca 7 kompanii 14 pp                      |
| dowódca 8 kompanii                              | por. Zygmunt Buczyński                      | dowódca 2 kompanii ckm 14 pp                  |
| dowódca plutonu                                 | ppor. Józef Karasiński                      | oficer OZN 14 pp, d-ca 3 k. strzel. 79 pp     |
| dowódca 9 kompanii                              | por. Franciszek Edward Iwański              | dowódca 9 kompanii 14 pp                      |
| dowódca plutonu                                 | ppor. Franciszek Antoni Karabanik           | dowódca I plutonu 5 kompanii 14 pp            |
| dowódca 3 kompanii ckm                          | kpt. Józef Koziński                         | I adiutant 14 pp                              |
| dowódca plutonu                                 | por. Jan Przedlacki                         | dowódca 3 kompanii ckm 144 pułku piechoty     |
|                                                 |                                             |                                               |
| na kursie                                       | por. Feliks Czesław Stawicki                | dowódca kompanii zwiadowczej 14 pp            |
| Pododdziały specjalne                           |                                             |                                               |
| dowódca kompanii gospodarczej i oficer taborowy | por. tab. Franciszek Janusz Niesiołowski    |                                               |
| dowódca plutonu łączności                       | por. Kazimierz Bączkowski                   | oficer łączności 14 pp                        |
| dowódca plutonu pionierów                       | por. Kazimierz Szmelcer                     | dowódca plutonu pionierów                     |
| dowódca plutonu artylerii piechoty              | por. art. Wirgiliusz Lemański               | dowódca plutonu artylerii piechoty            |
| dowódca plutonu ppanc.                          | ppor. Józef Gumiński                        | oficer II/144 pp                              |
| dowódca oddziału zwiadu                         | ppor. Antoni Krawczyk                       | oficer OZN 14 pp (?)                          |
| 14 obwód przysposobienia wojskowego „Włocławek” |                                             |                                               |
| komendant obwodowy PW                           | kpt. adm. (piech.) Józef Tkaczyk            | dowódca batalionu w OZN 14 pp                 |
| komendant miejski PW Włocławek                  | kpt. piech. Wacław Fabijanowski             | dowódca 8 kompanii 14 pp                      |
| komendant pow. PW Włocławek                     | kpt. adm. (piech.) Wiktor Jarocki           |                                               |
| komendant pow. PW Lipno                         | kpt. adm. (piech.) Antoni Bogucki           | dowódca batalionu w OZN 14 pp                 |
| komendant pow. PW Nieszawa [m.p. Aleksandrów]   | por. kaw. kontr. Leon Feliks Ike-Duninowski |                                               |

| Stanowisko                                                                              | Stopień, imię i nazwisko                                                                | Dalsze losy |
| Dowództwo, organa kwatermistrzowskie jednostek pozabatalionowych i kompania gospodarcza | Dowództwo, organa kwatermistrzowskie jednostek pozabatalionowych i kompania gospodarcza | Dowództwo, organa kwatermistrzowskie jednostek pozabatalionowych i kompania gospodarcza                                           |
| --------------------------------------------------------------------------------------- | --------------------------------------------------------------------------------------- | --- |
| dowódca pułku                                                                           | ppłk dypl. Włodzimierz Brayczewski do 11 IX 1939                                        | ranny, jeniec oflagów, po wyzwoleniu w PSZ                                                                                        |
| dowódca pułku                                                                           | ppłk Bohdan Stanisław Sołtys 11-12 IX 1939                                              | poległ 12 IX 1939 pod wsią Sapy                                                                                                   |
| dowódca pułku                                                                           | mjr Jan Łobza 13-18 IX 1939                                                             | jeniec oflagów: XI A Osterode, IV A Hohnstein, IV C Colditz, II A Prenzlau, II E Neubrandenburg i VII A Murnau                    |
| I adiutant                                                                              | kpt. Józef Koziński                                                                     | jeniec oflagów: IV A Hohnstein, IV C Colditz i oflagu II C Woldenberg                                                             |
| II adiutant                                                                             | por. Franciszek Walewski                                                                | ciężko ranny w dniu 18 IX 1939, działał w AK                                                                                      |
| oficer informacyjny                                                                     | ppor. rez. Stanisław Giziński                                                           | poległ 2 IX 1939 pod dworem Mełno                                                                                                 |
| oficer łączności                                                                        | por. Kazimierz Bączkowski                                                               | jeniec oflagów: IV A Hohnstein i II C Woldenberg                                                                                  |
| kwatermistrz                                                                            | kpt. Ignacy Alejski do 2 IX 1939                                                        | jeniec oflagów: XI B Braunschweig i II C Woldenberg                                                                               |
| kwatermistrz                                                                            | kpt. int. Stefan Spychalski 2-8 IX i od 17 IX 1939                                      | jeniec oflagu VII A Murnau |
| kwatermistrz                                                                            | kpt. adm. (piech.) Jan Alfred Wojciech Fleischmann 8-17 IX 1939                         | poległ 17 IX 1939 pod Przęsławicami                                                                                               |
| oficer płatnik                                                                          | kpt. int. Stefan Spychalski                                                             | jeniec oflagu VII A Murnau |
| oficer żywnościowy                                                                      | ppor. rez. Wiktor Michalski                                                             | jeniec oflagów: XI B Braunschweig, II C Woldenberg i VII A Murnau                                                                 |
| naczelny lekarz                                                                         | mjr dr med. Zygmunt Pukianiec                                                           | jeniec stalagu I B Hohenstein oraz oflagów: II B Arnswalde i II C Woldenberg                                                      |
| naczelny lekarz                                                                         | por. rez. lek. med. Antoni Puzyrewicz od 3 IX                                           | działał w AK |
| kapelan                                                                                 | kap. rez. ks. Józef Gołąb                                                               | jeniec obozów oficerskich: Riesenburg, Lienz i Rottenburg n. Fuldą oraz obozów koncentracyjnych                                   |
| kapelan                                                                                 | ks. Stanisław Piotrowski od 8 IX                                                        | jeniec obozów w Sochaczewie, Żyradowie, Grudziadzu, Stutthofie i Elblągu                                                          |
| dowódca kompanii gospodarczej                                                           | ppor. rez. Wiktor Penkala                                                               | |
| I batalion                                                                              |                                                                                         | |
| dowódca I batalionu                                                                     | mjr Piotr Kunda                                                                         | poległ 22 IX 1939 pod Łomiankami                                                                                                  |
| adiutant batalionu                                                                      | ppor. rez. Feliks Steinhagen                                                            | ciężko ranny w dniu 16 IX 1939 pod Maurzycami, zmarł z ran 12 X 1939 we Włocławku                                                 |
| oficer żywnościowy                                                                      | ppor. rez. Jan Cichocki                                                                 | jeniec oflagu VII A Murnau |
| oficer łączności                                                                        | ppor. rez. Stanisław Rybicki                                                            | jeniec oflagu VII A Murnau, zwolniony z niemieckiej niewoli                                                                       |
| dowódca 1 kompanii strzeleckiej                                                         | ppor. Kazimierz Załęski                                                                 | ciężko ranny w dniu 3 IX 1939 pod Mełnem, działał w AK                                                                            |
| dowódca 2 kompanii strzeleckiej                                                         | ppor. Feliks Matczyński                                                                 | ranny, jeniec oflagu VII A Murnau                                                                                                 |
| dowódca 3 kompanii strzeleckiej                                                         | kpt. Mieczysław Zimnal                                                                  | trzykrotnie ranny, jeniec oflagu VII A Murnau, po wyzwoleniu w PSZ                                                                |
| dowódca 1 kompanii ckm                                                                  | por. Lucjan Smolarczyk                                                                  | dwukrotnie ranny, jeniec oflagu VII A Murnau, po wyzwoleniu w PSZ                                                                 |
| II batalion                                                                             |                                                                                         | |
| dowódca II batalionu                                                                    | mjr Jan Łobza                                                                           | od 13 IX 1939 dowódca pułku, jeniec niemieckich obozów oraz oflagów                                                               |
| adiutant II batalionu                                                                   | ppor. rez. Piotr Krawczyk                                                               | jeniec oflagów: VII B Eichstätt i VII A Murnau                                                                                    |
| oficer żywnościowy                                                                      | ppor. rez. Alojzy Gaszak                                                                | jeniec oflagu XI A Osterode |
| oficer łączności                                                                        | ppor. rez. Eugeniusz Frąckiewicz                                                        | jeniec stalagu XI A Altengrabow oraz oflagów: XI A Osterode i II C Woldenberg                                                     |
| dowódca 4 kompanii strzeleckiej                                                         | kpt. Dyonizy Puliński                                                                   | jeniec stalagu I B Hohenstein oraz oflagów: IV C Colditz, II A Prenzlau, IV A Hohnstein, II C Woldenberg i X C Lubeka             |
| dowódca 5 kompanii strzeleckiej                                                         | por. Henryk Karasiewicz                                                                 | poległ 16 IX 1939 pod Strugienicami                                                                                               |
| dowódca I plutonu                                                                       | ppor. Franciszek Karabanik                                                              | poległ 17 IX 1939 pod Iłowem |
| dowódca 6 kompanii strzeleckiej                                                         | por. Mieczysław Nejman                                                                  | jeniec oflagów: XVIII A Lienz / Drau i II C Woldenberg                                                                            |
| dowódca 2 kompanii ckm                                                                  | por. Zygmunt Buczyński                                                                  | jeniec stalagu VII B Memmingen i oflagu VII A Murnau, po wyzwoleniu w PSZ                                                         |
| dowódca pluton ckm na taczankach                                                        | ppor. Wiktor Grotowski                                                                  | jeniec oflagów: XI A Osterode i II C Woldenberg                                                                                   |
| III batalion                                                                            |                                                                                         | |
| dowódca III batalionu                                                                   | mjr Józef Rodzeń                                                                        | poległ 19 IX 1939 pod Kromnowem                                                                                                   |
| adiutant batalionu                                                                      | ppor. rez. Antoni Stankiewicz                                                           | poległ 3 IX 1939 pod Mełnem |
| oficer żywnościowy                                                                      | ppor. rez. Paweł Penno                                                                  | jeniec oflagu VII A Murnau |
| oficer łączności                                                                        | ppor. rez. Jerzy Giziński                                                               | jeniec oflagów: XI Osterode i II C Woldenberg                                                                                     |
| dowódca 7 kompanii strzeleckiej                                                         | ppor. Andrzej Blomberg                                                                  | jeniec oflagów: IX A Spangenberg, IX B Weilburg, XI A Osterode i II C Woldenberg                                                  |
| dowódca 8 kompanii strzeleckiej                                                         | kpt. Wacław Fabijanowski                                                                | jeniec oflagów: IV A Hohnstein, II A Prenzlau i II C Woldenberg                                                                   |
| dowódca 9 kompanii strzeleckiej                                                         | por. Franciszek Iwański                                                                 | jeniec oflagów: IV A Hohnstein, IV C Colditz, II A Prenzlau, II E Neubrandenburg i II D Gross Born, w którym zmarł dnia 28 I 1944 |
| dowódca 3 kompanii ckm                                                                  | por. Czesław Rolecki                                                                    | jeniec oflagu VII A Murnau, po wyzwoleniu w PSZ                                                                                   |
| Pododdziały specjalne                                                                   |                                                                                         | |
| dowódca kompanii zwiadowczej                                                            | por. Feliks Czesław Stawicki                                                            | ranny, jeniec oflagów, po wyzwoleniu w PSZ                                                                                        |
| dowódca kompanii przeciwpancernej                                                       | kpt. Antoni Berger                                                                      | jeniec oflagu VII A Murnau |
| dowódca plutonu artylerii piechoty                                                      | por. art. Wirgiliusz Lemański                                                           | poległ 10 IX 1939 pod dworem Ruszki                                                                                               |
| dowódca plutonu pionierów                                                               | por. Kazimierz Szmelcer                                                                 | poległ 19 IX 1939 w Budach Starych                                                                                                |
| dowódca plutonu przeciwgazowego                                                         | NN                                                                                      | |
| dowódca plutonu łączności                                                               | sierż. zaw. Wojciech Guzowski                                                           | od 18 IX 1939 w niewoli niemieckiej                                                                                               |

### Kawalerowie Virtuti Militari
| Żołnierze pułku odznaczeni Krzyżem Srebrnym Orderu Wojskowego Virtuti Militari za wojnę 1918–1920: | Żołnierze pułku odznaczeni Krzyżem Srebrnym Orderu Wojskowego Virtuti Militari za wojnę 1918–1920: | Żołnierze pułku odznaczeni Krzyżem Srebrnym Orderu Wojskowego Virtuti Militari za wojnę 1918–1920: | Żołnierze pułku odznaczeni Krzyżem Srebrnym Orderu Wojskowego Virtuti Militari za wojnę 1918–1920: |
| -------------------------------------------------------------------------------------------------- | -------------------------------------------------------------------------------------------------- | -------------------------------------------------------------------------------------------------- | -------------------------------------------------------------------------------------------------- |
| kpt. Antoni Chruściel nr 2371                                                                      | plut. Władysław Jasielski nr 2379                                                                  | ppor. Jan Naworol nr 2466                                                                          | kpt. Mikołaj Świderski nr 4617                                                                     |
| mjr Otton Czuruk nr 2375                                                                           | st. szer. Michał Kasia nr 2380                                                                     | sierż. Józef Nykiel nr 4210                                                                        | st. szer. Feliks Tarnówka nr 2381                                                                  |
| mjr Stanisław Dąbek nr 4616                                                                        | sierż. Piotr Konieczny nr 4418                                                                     | ks. kpl. Stanisław Sinkowski nr 4615                                                               | kpr. Adam Winter nr 3899                                                                           |
| kpt. Michał Drzystek nr 1858                                                                       | kpr. Stanisław Kulpa nr 2370                                                                       | st. szer. Ludwik Skotnicki nr 3469                                                                 | kpr. Mieczysław Wojciechowski nr 2278                                                              |
| kpt. Zygmunt Fila nr 4618                                                                          | kpt. Franciszek Lewcio nr 2374                                                                     | chor. Stanisław Stasiaczek nr 2488                                                                 | chor. Jan Zarębski nr 2376                                                                         |
| plut. Władysław Hader nr 2486                                                                      | mjr Ignacy Misiąg nr 1553                                                                          | st. sierż. Jan Stawarski nr 2377                                                                   | kpt. Władysław Żwański nr 2373                                                                     |

| Żołnierze pułku odznaczeni Krzyżem Srebrnym Orderu Wojennego Virtuti Militari za kampanię wrześniową 1939 roku: | Żołnierze pułku odznaczeni Krzyżem Srebrnym Orderu Wojennego Virtuti Militari za kampanię wrześniową 1939 roku: | Żołnierze pułku odznaczeni Krzyżem Srebrnym Orderu Wojennego Virtuti Militari za kampanię wrześniową 1939 roku: |
| --- | --- | --- |
| mjr Piotr Kunda nr 11900                                                                                        | mjr Józef Rodzeń nr 11969                                                                                       | por. Henryk Karasiewicz nr 11873                                                                                |

### Losy kadry zawodowej 14 pp podczas II wojny światowej
Oficerowie służący w 14 pułku piechoty na różnych etapach swojej kariery wojskowej i w różnych okresach czasu, podczas II wojny światowej daniną własnej krwi i poświęceniem zaświadczyli o miłości i przywiązaniu do ojczyzny.
W czasie kampanii wrześniowej polegli między innymi: płk Stanisław Dąbek (dowódca Lądowej Obrony Wybrzeża), mjr Piotr Kunda (dowódca I/14 pp), mjr Józef Rodzeń (dowódca III/14 pp), mjr Aleksander Fiszer (dowódca I/60 pp), mjr Jan Stefan Witkowski (dowódca IV/73 pp), kpt. Jan Herman (dowódca II/74 pp), kpt. Jan Fleischmann (wojenny kwatermistrz 14 pp) i ppor. Zbigniew Czerniak (dowódca 6 kompanii 68 pp).
Ofiarami zbrodni katyńskiej, zgładzonymi przez funkcjonariuszy NKWD byli: płk Franciszek Sudoł (były dowódca 14 pp, wrześniowy dowódca Kaliskiej Brygady Obrony Narodowej), ppłk Hugo Mijakowski (były I zastępca dowódcy 14 pp, we wrześniu 1939 r. komendant Szkoły Podoficerów Piechoty dla Małoletnich Nr 1 w Koninie), ppłk Wilhelm Paszkiewicz (dowódca zgrupowania „Jasiołda”), ppłk Stanisław Brzeziński (we wrześniu 1939 r. w Ośrodku Zapasowym 5 Dywizji Piechoty, dowódca jednego z odcinków obrony Lwowa), mjr Mikołaj Świderski (od 1933 r. w stanie spoczynku), mjr Stanisław Trojan (komendant Rejonu Uzupełnień Siedlce), kpt. Artur Lamecki (komendant powiatowy Przysposobienia Wojskowego w Kostopolu), kpt. Ryszard Jagiełło (dowódca 1 kompanii strzeleckiej 4 batalionu strzelców), kpt. Mieczysław Czyżewicz (oficer sztabu piechoty dywizyjnej 44 Dywizji Piechoty Rezerwowej), kpt. Stanisław Kulik (adiutant batalionu KOP „Krasne”), kpt. Wacław Miciński (dowódca II/116 pp rez.), kpt. Eugeniusz Maskowicz (oficer materiałowy batalionu KOP „Żytyń”), kpt. Jan Kowalczuk (od 1931 roku w stanie spoczynku, we wrześniu 1939 r. obrońca twierdzy brzeskiej), kpt. st. sp. Tadeusz Czeszejko-Sochacki, por. Edward Dorszewski (Korpus Ochrony Pogranicza), por. Bazyli Iwanuszka (od 1931 roku w stanie spoczynku), por. lek. Henryk Ługowski (lekarz 6 batalionu saperów). W Charkowie został zamordowany kapitan Stefan Wierzyński, autor „Zarysu historii wojennej pułku”, który w czasie kampanii wrześniowej był zastępcą oficera informacyjnego 41 DP. Na mocy wyroku sądu wojskowego, w dniu 21 kwietnia 1941 roku na Białorusi stracony został mjr dypl. Józef Olędzki.
Walczyli w krajowym ruchu oporu i zamordowani zostali przez hitlerowskiego okupanta: mjr Mieczysław Teodorczyk i kpt. Józef Minkina. Podczas skoku do okupowanego kraju śmiercią spadochroniarza zginął kpt. Jan Serafin – cichociemny. We wrześniu 1939 roku uniknęli niewoli i walczyli w Polskich Siłach Zbrojnych na Zachodzie, broniąc w 1940 r. Francji: kpt. Karol Holly i kpt. Michał Naziembło. Kapitan Leonard Królak walczył pod Monte Cassino, gdzie został trzykrotnie ranny (odznaczono go Orderem Virtuti Militari). Kapitan Marian Bartosiński walczył w 1 Dywizji Pancernej i poległ pod Bredą 29 października 1944 r. (już w stopniu majora). Porucznik Mieczysław Kłosiński został internowany na Litwie, następnie przebywał w sowieckich obozach, a w roku 1941 wstąpił do armii gen. Andersa tworzonej w ZSRR. Przeniesiony do korpusu oficerów broni pancernych, mianowany został pierwszym komendantem Szkoły Podchorążych Rezerwy Broni Pancernej, pełnił obowiązki zastępcy dowódcy Pułku 7 Pancernego. Kapitan Roman Zawarczyński (awansowany następnie na stopień majora) działał w konspiracji, a od sierpnia 1944 r. był dowódcą 120 pułku piechoty AK Ziemi Pińczowskiej (kryptonim „Kawiarnia”), wchodzącego w skład 106 Dywizji Piechoty AK . Porucznik Władysław Stepokura (awansowany w toku służby do stopnia kapitana) dowodził II batalionem 116 pułku piechoty AK Ziemi Olkuskiej (kryptonim „Winiarnia”), a po wojnie odbywał karę wieloletniego więzienia z mocy wyroku stalinowskiego sądu (początkowo skazany został na karę podwójnego dożywocia). Komendantami Armii Krajowej byli Franciszek Walewski i Kazimierz Załęski, zastępcą komendanta obwodu AK był zaś Czesław Majewski. Major Władysław Żwański poległ w lipcu 1948 roku w zasadzce zorganizowanej przez UB i KBW, jako komendant Okręgu Białystok Narodowego Zjednoczenia Wojskowego. Również niektórzy podoficerowie 14 pułku piechoty po zakończeniu kampanii wrześniowej nie złożyli broni i przyłączyli się do frontu walki z niemieckim najeźdźcą – st. sierż. zawodowy Jan Stasiak działał w ruchu oporu, został aresztowany, osadzony w więzieniu i zamordowany przez hitlerowców nocą z 17 na 18 stycznia 1945 roku podczas masakry w Radogoszczu. Starszy sierżant Kazimierz Domeradzki działał w wielu organizacjach konspiracyjnych na terenie Włocławka i okolic (za co po wojnie był szykanowany). Chorąży Jan Zarębski zajmował stanowisko komendanta organizacji konspiracyjnych działających we Włocławku (w tym ZWZ-AK) – zmarł z wycieńczenia po wyzwoleniu z obozu koncentracyjnego.

### Żołnierze 14 pułku piechoty – ofiary zbrodni katyńskiej
Biogramy zamordowanych oficerów znajdują się na stronie internetowej Muzeum Katyńskiego
| Nazwisko i imię       | stopień    | zawód             | miejsce pracy przed mobilizacją          | zamordowany |
| --------------------- | ---------- | ----------------- | ---------------------------------------- | ----------- |
| Chodkowski Józef      | ppor. rez. | nauczyciel        | szkoła w Działyniu                       | Katyń       |
| Czyżewicz Mieczysław  | kapitan    | żołnierz zawodowy | (III) dca7/14 pp; (IX) oficer 44 DP Rez. | Charków     |
| Gałecki Stanisław     | ppor. rez. |                   | inspektor PW i WF w Mogilnie             | Katyń       |
| Gerliński Zdzisław    | ppor. rez. | nauczyciel        | Szkoła Powszechna w m. Kabat             | Katyń       |
| Gołębiewski Longin    | ppor. rez. | nauczyciel        | szkoła we Włocławku                      | Katyń       |
| Gołębiowski Roman     | por. rez.  | nauczyciel        |                                          | Charków     |
| Koperski Tadeusz      | ppor. rez. | urzędnik          | Towarzystwo „Warta” w Warszawie          | Katyń       |
| Kulesza Leon          | ppor. rez. | nauczyciel        | Szkoła Powszechna w Skoczylasach         | Katyń       |
| Ławrzel Józef         | ppor. rez. | nauczyciel        | szkoła w Tomaszowie Mazowieckim          | Katyń       |
| Olszewski Hieronim    | ppor. rez. | prawnik           | komisarz rządowy w fabryce K. Eiserta    | Katyń       |
| Polituło Jerzy        | ppor. rez. | urzędnik          | bank we Włocławku                        | Charków     |
| Welnitz Alojzy Alfred | ppor. rez. |                   |                                          | Katyń       |
| Wikiera Tadeusz       | chorąży    | żołnierz zawodowy |                                          | Charków     |
| Zaleski Leon          | ppor. rez. | nauczyciel        | szkoła we Włocławku                      | Katyń       |

## Parafia garnizonowa
W okresie międzywojennym funkcjonowała we Włocławku parafia garnizonowa pw. św. Michała Archanioła. Została ona utworzona z dniem 24 kwietnia 1926 roku, na mocy rozporządzenia Polowej Kurii Biskupiej (ale już wcześniej żołnierze garnizonu włocławskiego mieli zapewnioną opiekę duchowną ze strony stałego kapelana wojskowego wywodzącego się z miejscowych księży). Swoją opiekę duszpasterską roztaczała ona nad żołnierzami i ich rodzinami zamieszkałymi na terenie powiatów: lipnowskiego, rypińskiego, nieszawskiego i włocławskiego. Parafia garnizonowa działała przy kościele parafialnym pw. św. Jana Chrzciciela.
Administratorami parafii garnizonowej byli kolejno:
- ks. kpt. Stanisław Murasik[dh] (od 24.IV.1926 do X-XI.1928)
- ks. kpt. Antoni Kosiba[di] (od X-XI.1928 do IV.1932)
- ks. mjr Józef Wiśniewski[dj] (od IV.1932 do VIII-IX.1935)
- ks. mjr Franciszek Juszczyk (od VIII-IX.1935 do XII.1936)

## Symbole pułkowe
Sztandar
15 października 1923 roku Prezydent RP Stanisław Wojciechowski zatwierdził wzór chorągwi 14 pp.
Uroczystości związane z wręczeniem sztandaru rozpoczęły się w dniu 27 października 1923 r. capstrzykiem wykonanym przez orkiestrę 14 pułku piechoty. 28 października 1923 roku we Włocławku Prezydent RP Stanisław Wojciechowski wręczył dowódcy pułku chorągiew ufundowaną przez społeczeństwo Włocławka. Sztandar ten obecnie przechowywany jest w Muzeum WP w Warszawie.
Płat sztandaru o wymiarach 93 × 96 cm wykonany według wzoru z 1919 roku, z trzech stron obszyty złotymi frędzlami o długości 4,5 cm. Wzdłuż brzegów naszyty z obu stron złoty galon. Do połączenia z drzewcem przyszyte do jednego boku 11 karabińczyków
Strona prawa to czerwony Krzyż Kawalerski, między ramionami pola białe. Pośrodku haftowany biało-szarą nicią orzeł w złotej koronie. Otok orła stanowi wieniec laurowy haftowany złotą nitką. Między ramionami na białym polu W otoku z wieńca laurowego cyfra 14 haftowana złotą nitką.
Strona lewa to czerwony Krzyż Kawalerski, między ramionami pola białe, pośrodku w otoku z wieńca laurowego napis: Honor i Ojczyzna. W prawym górnym i lewym dolnym rogu białego pola herb Ziemi kujawskiej. W lewym górnym i prawym dolnym rogu białego pola herb Włocławka.
Odznaka pamiątkowa
18 maja 1929 roku Minister Spraw Wojskowych Marszałek Polski Józef Piłsudski zatwierdził wzór i regulamin odznaki pamiątkowej 14 pp. Odznaka o wymiarach 41×41 mm ma kształt krzyża nawiązującego w formie do Krzyża Walecznych. Na ramionach krzyża połączonego wieńcem laurowym wpisano numer i inicjały „14 PP” oraz rok powstania pułku „1918” i rok ustanowienia odznaki pamiątkowej „1929”. W centrum krzyża umieszczony orzeł państwowy według wzoru z 1927 roku. Odznaka jednoczęściowa – oficerska, wykonana w srebrze lub w tombaku srebrzonym, podoficerska i żołnierska – w tombaku. Wykonawcą odznaki był Chaim Rubin z Włocławka.